# Wikipedia
Wikipedia (/ˌwɪkɪˈpiːdiə/ ⓘ WIK-i-PEE-dee-ə hoặc /ˌwɪkiˈpiːdiə/ ⓘ WIK-ee-PEE-dee-ə) là một bách khoa toàn thư mở trực tuyến đa ngôn ngữ được sáng lập và duy trì bởi một cộng đồng biên tập viên tình nguyện và chạy trên nền tảng wiki.
Tính đến tháng 1 năm 2021, theo xếp hạng của Alexa, Wikipedia là một trong 15 trang web phổ biến nhất thế giới còn tạp chí The Economist xếp Wikipedia là "địa điểm được truy cập nhiều thứ 13 trên web". Wikipedia không chạy quảng cáo và do tổ chức phi lợi nhuận Wikimedia quản lý, nhận tài trợ chủ yếu thông qua quyên góp.
Jimmy Wales và Larry Sanger đưa Wikipedia đi vào hoạt động từ ngày 15 tháng 1 năm 2001. Cái tên "Wikipedia" là do Sanger ghép từ "wiki" và "encyclopedia" (bách khoa toàn thư). Khởi đầu với phiên bản tiếng Anh nhưng nay Wikipedia đã có hơn 300 phiên bản với tổng cộng hơn 55 triệu bài viết, và thu hút hơn 1,7 tỷ lượt xem mỗi tháng. Trong số đó, Wikipedia tiếng Anh là phiên bản lớn nhất với hơn 6,2 triệu bài viết.
Wikipedia được coi là tài liệu tham khảo viết chung lớn nhất và phổ biến nhất trên Internet. Năm 2016, tạp chí Time từng tuyên bố rằng tính chất mở của Wikipedia đã biến nó trở thành bách khoa toàn thư lớn nhất và tốt nhất thế giới, tương ứng với những gì Wales từng hình dung. Uy tín của dự án ngày càng tăng lên trong thập niên 2010 nhờ vào những nỗ lực cải thiện chất lượng và độ tin cậy.
Wikipedia ngày càng trở nên phổ biến nhưng nó cũng bị chỉ trích về độ chính xác, thiên vị có tính hệ thống, và thiên kiến giới tính do có nhiều thành viên nam; trong các chủ đề gây tranh cãi nó đã bị chính trị thao túng và bị truyền thông sử dụng để tuyên truyền. Ban quản trị Wikipedia đã tuyên bố rằng đây "không phải là nguồn đáng tin cậy cho các nghiên cứu và bài viết học thuật", và nhấn mạnh rằng "việc viện dẫn Wikipedia trong các nghiên cứu là không thể chấp nhận được"

## Lịch sử

### Nupedia

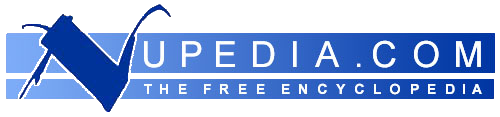
Wikipedia ban đầu được phát triển từ một dự án bách khoa toàn thư khác có tên là Nupedia.

Trước Wikipedia, các bách khoa toàn thư trực tuyến hợp tác khác cũng được thử nghiệm, nhưng không có dự án nào thành công như Wikipedia. Khởi thủy của Wikipedia là một dự án bổ trợ cho Nupedia, một dự án bách khoa toàn thư tiếng Anh trực tuyến tự do với các bài viết do các chuyên gia chấp bút và được xem xét dựa trên một quy trình chính thức. Dự án được thành lập vào ngày 9 tháng 3 năm 2000, thuộc quyền sở hữu của Bomis, một công ty cổng thông tin điện tử. Các nhân vật chính là Giám đốc điều hành Bomis, Jimmy Wales và Larry Sanger – tổng biên tập của Nupedia và Wikipedia sau này. Ban đầu Nupedia được cấp phép theo Giấy phép Nội dung Mở Nupedia của riêng mình, nhưng sau đó đã chuyển sang Giấy phép Tài liệu Tự do GNU do Richard Stallman thúc giục (lúc này Wikipedia chưa thành lập). Wales được ghi nhận là người thiết lập mục tiêu tạo ra một bách khoa toàn thư cho phép chỉnh sửa công khai, còn Sanger được ghi nhận là người nghĩ ra chiến lược sử dụng công nghệ wiki để đạt được mục tiêu đó. Ngày 10 tháng 1 năm 2001, trên danh sách gửi thư của Nupedia, Sanger đề xuất tạo ra một wiki như một dự án "trung chuyển" cho Nupedia.

### Khởi tạo và phát triển ban đầu
Các tên miền wikipedia.com và wikipedia.org lần lượt được đăng ký vào ngày 12 tháng 1 năm 2001, và ngày 13 tháng 1 năm 2001. Wikipedia ra mắt vào ngày 15 tháng 1 năm 2001 dưới dạng một ấn bản bằng ngôn ngữ tiếng Anh duy nhất tại www.wikipedia.com. Cái tên "Wikipedia" là do Sanger ghép từ "wiki" và "encyclopedia" (bách khoa toàn thư). Sanger công bố sự kiện này trên danh sách gửi thư Nupedia. Chính sách "quan điểm trung lập" của Wikipedia được hệ thống hóa trong vài tháng đầu. Ban đầu Wikipedia có tương đối ít quy tắc và hoạt động độc lập với Nupedia. Bomis vốn định biến Wikipedia thành một doanh nghiệp để kiếm lời.

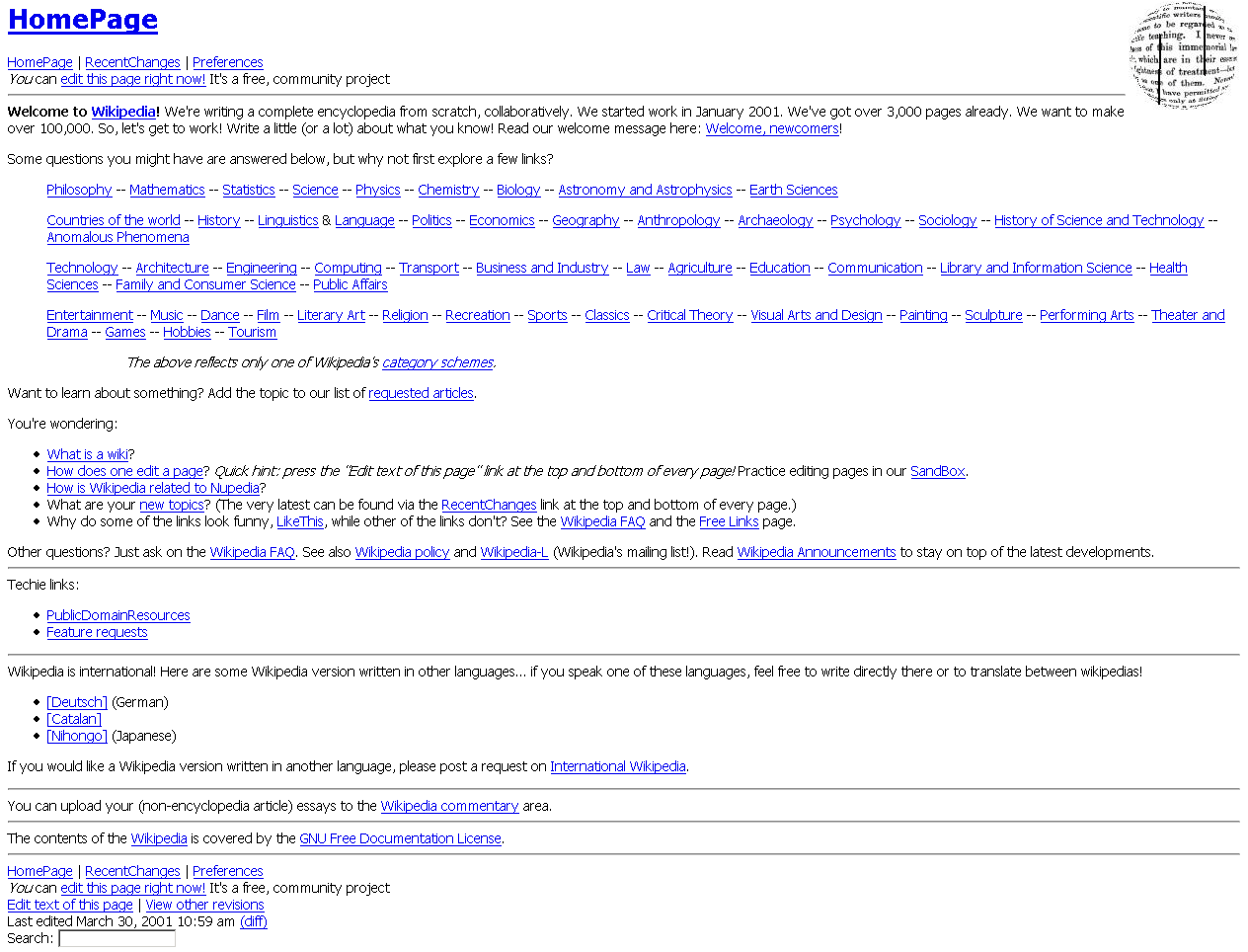
Wikipedia tiếng Anh vào ngày 30 tháng 3 năm 2001, hai tháng rưỡi sau khi được thành lập.

Những thành viên đóng góp thuở đầu của Wikipedia đến từ Nupedia, những tin nhắn tại Slashdot và các kết quả tìm kiếm. Các ấn bản ngôn ngữ cũng được tạo ra và lên đến 161 phiên bản vào cuối năm 2004. Nupedia và Wikipedia hoạt động song song cho đến khi các máy chủ cũ của Nupedia bị gỡ bỏ vĩnh viễn vào năm 2003 và cả nội dung của Nupedia được tích hợp vào Wikipedia. Ngày 9 tháng 9 năm 2007, Wikipedia tiếng Anh vượt mốc hai triệu bài viết để trở thành bách khoa toàn thư lớn nhất từng được tập hợp, vượt qua Vĩnh Lạc đại điển được tạo ra dưới thời nhà Minh năm 1408 (từng giữ kỷ lục này gần 600 năm).
Do lo ngại quảng cáo thương mại có thể ảnh hưởng đến dự án và thiếu quyền hạn bảo quản tại Wikipedia, nhiều thành viên Wikipedia tiếng Tây Ban Nha tách khỏi Wikipedia để tạo ra bách khoa toàn thư Enciclopedia Libre vào tháng 2 năm 2002. Cùng năm, Wales thông báo rằng Wikipedia sẽ không hiển thị quảng cáo và trang web được đổi tên miền sang wikipedia.org. Brion Vibber áp dụng các thay đổi này vào ngày 15 tháng 8 năm 2002.
Từ Wikipedia và Nupedia, Quỹ Hỗ trợ Wikipedia được thành lập ngày 20 tháng 6 năm 2003. Từ đó đến nay, Wikipedia cùng các dự án liên quan đều thuộc tổ chức phi lợi nhuận này. Dự án liên quan đầu tiên của Wikipedia, "Kỷ niệm: Wiki 11 tháng 9", được thành lập vào tháng 10 năm 2002 để kể về những Tấn công khủng bố ngày 11 tháng 9; dự án từ điển Wiktionary mở cửa vào tháng 12 năm 2002; bộ sưu tập danh ngôn Wikiquote, một tuần sau khi Wikimedia được thành lập; và thư viện mở Wikibooks, tháng sau; cũng như các dự án khác.
Mặc dù Wikipedia tiếng Anh đạt ba triệu bài vào tháng 8 năm 2009, nhưng nếu xét về số lượng bài mới và số người đóng góp thì dường như sự phát triển của phiên bản tiếng Anh lại đạt đỉnh khoảng đầu năm 2007. Năm 2006, mỗi ngày bách khoa toàn thư có khoảng 1.800 bài viết mới; đến năm 2013 mức trung bình đó là khoảng 800. Một nhóm nghiên cứu tại Trung tâm Nghiên cứu Palo Alto cho rằng tốc độ tăng trưởng chậm lại này là do tính độc quyền ngày càng tăng của dự án và xu hướng cưỡng lại sự thay đổi. Những người khác cho rằng sự phát triển đang đi ngang một cách tự nhiên bởi vì các bài viết thuộc chủ đề rõ ràng đủ nổi bật đều được tạo và có nội dung rồi.
Tháng 11 năm 2009, một nhà nghiên cứu tại Đại học Rey Juan Carlos ở Madrid phát hiện Wikipedia tiếng Anh đã mất đi 49.000 biên tập viên trong ba tháng đầu năm 2009, so với việc mất đi 4.900 biên tập viên trong cùng kỳ năm 2008. The Wall Street Journal cho rằng một trong những lý do chính là một loạt các quy tắc được áp dụng cho việc biên tập và các tranh chấp liên quan đến nội dung. Wales phản bác những tuyên bố này vào năm 2009, phủ nhận sự suy giảm đồng thời nghi vấn phương pháp luận của nghiên cứu trên. Hai năm sau (2011), Wales thừa nhận một sự suy giảm nhẹ, từ "nhiều hơn 36.000 biên tập viên một chút" vào tháng 6 năm 2010 xuống còn 35.800 vào tháng 6 năm 2011, đồng thời tuyên bố số lượng biên tập viên là "ổn định và bền vững". Bài báo "Sự suy tàn của Wikipedia" năm 2013 trên Technology Review (Tạp chí Công nghệ) của MIT đặt câu hỏi về tuyên bố này và tiết lộ rằng, kể từ năm 2007, Wikipedia đã mất đi một phần ba số biên tập viên tình nguyện, những người ở lại Wikipedia thì ngày càng tập trung vào những điều vụn vặt. Tháng 7 năm 2012, The Atlantic báo cáo rằng số lượng quản trị viên Wikipedia cũng đang giảm dần. Trong số ra ngày 25 tháng 11 năm 2013 của tạp chí New York, Katherine Ward cho biết "Wikipedia, trang web được sử dụng nhiều thứ sáu toàn cầu, đang đối mặt với một cuộc khủng hoảng nội bộ".

### Các cột mốc

Bản đồ hiển thị số lượng bài viết của từng ngôn ngữ Châu Âu tính đến tháng 1 năm 2019. Một hình vuông đại diện cho 10.000 bài viết. Các ngôn ngữ có ít hơn 10.000 bài viết được thể hiện bằng một ô vuông. Các ngôn ngữ được nhóm theo ngữ hệ và mỗi ngữ hệ được trình bày bằng một màu riêng biệt.

Tháng 1 năm 2007 là lần đầu tiên Wikipedia lọt vào danh sách 10 trang web phổ biến nhất ở Mỹ, theo comScore Networks. Với 42,9 triệu lượt người truy cập, Wikipedia đứng vị trí thứ 9, vượt qua The New York Times (hạng 10) và Apple (hạng 11), gia tăng đáng kể so với tháng 1 năm 2006 (hạng 33), tức Wikipedia nhận được khoảng 18,3 triệu người truy cập. Tính đến  tháng 3 năm 2020, theo Alexa Internet, Wikipedia có thứ hạng 13 trong số các trang web về mức độ phổ biến. Năm 2014, Wikipedia có tám tỷ lượt xem trang mỗi tháng. Ngày 9 tháng 2 năm 2014, The New York Times báo cáo rằng Wikipedia có 18 tỷ lượt xem trang và gần 500 triệu người truy cập mỗi tháng, "theo công ty xếp hạng comScore". Loveland và Reagle cho rằng trong cả quá trình phát triển này, Wikipedia tuân theo một truyền thống lâu đời của bách khoa toàn thư lịch sử tích lũy sự cải tiến tiến từng phần thông qua "tích lũy kỳ thị".

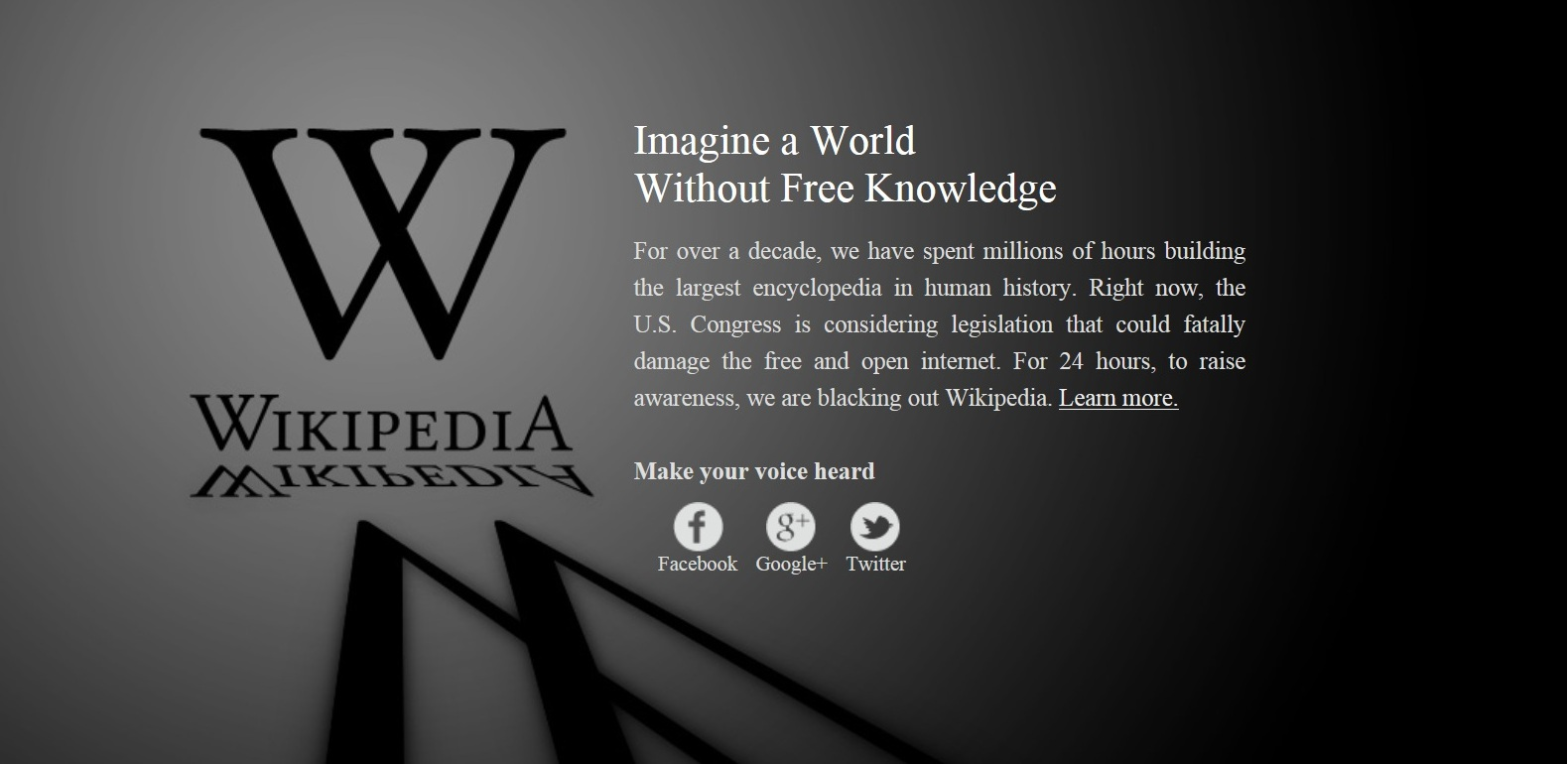
Màn hình đen Wikipedia phản đối SOPA vào ngày 18 tháng 1 năm 2012

Ngày 18 tháng 1 năm 2012, Wikipedia tiếng Anh tham gia vào một loạt các cuộc biểu tình phối hợp chống lại hai luật được đề xuất tại Quốc hội Hoa Kỳ — Đạo luật Ngừng vi phạm bản quyền trực tuyến (SOPA) và Đạo luật BẢO VỆ IP (PIPA) — bằng cách bôi đen các trang trong 24 giờ. Hơn 162 triệu người đã đọc thấy các trang giải thích tạm thời này.
Ngày 20 tháng 1 năm 2014, báo cáo của Subodh Varma cho The Economic Times (Thời báo Kinh tế) chỉ ra rằng không chỉ sự tăng trưởng của Wikipedia bị đình trệ mà còn "mất gần 10 phần trăm lượt xem trang vào năm ngoái. Đã có sự sụt giảm khoảng hai tỷ lượt xem trong giai đoạn tháng 12 năm 2012 và tháng 12 năm 2013. Các phiên bản phổ biến nhất đang dẫn đầu trang: lượt xem trang của Wikipedia tiếng Anh giảm 12%, phiên bản tiếng Đức giảm 17% và phiên bản tiếng Nhật giảm 9%." Varma cũng nói rằng "Trong khi các nhà quản lý Wikipedia nghĩ rằng đây có thể là do sai sót trong khâu đếm, các chuyên gia khác cảm thấy rằng dự án Knowledge Graph (Sơ đồ Tri thức) của Google được khởi động vào năm ngoái có thể đang lấy mất người dùng Wikipedia." Khi được liên hệ về vấn đề này, Clay Shirky, phó giáo sư tại Đại học New York và đồng nghiệp tại Trung tâm Internet & Xã hội Berkman của Harvard cho biết rằng ông cho rằng phần lớn sự sụt giảm của số lượt xem trang là do Sơ đồ tri thức, nói rằng, "Nếu bạn có thể nhận được câu trả lời của mình từ trang tìm kiếm, bạn sẽ không cần nhấp vào [bất kỳ đường dẫn nào nữa]." Đến cuối tháng 12 năm 2016, Wikipedia được xếp hạng thứ năm trong các trang web phổ biến nhất trên toàn cầu.
Tháng 1 năm 2013, một tiểu hành tinh được đặt tên theo Wikipedia; tháng 10 năm 2014, Wikipedia được vinh danh với Tượng đài Wikipedia tại thị trấn Słubice, Ba Lan; và tháng 7 năm 2015, 106 trong số 7.473 tập 700 trang của Wikipedia được in thành sách giấy (một phần của dự án Print Wikipedia). Năm 2019, một loài thực vật có hoa được đặt tên là Viola wikipedia. Tháng 4 năm 2019, một tàu đổ bộ mặt trăng của Israel, Beresheet, đã rơi xuống bề mặt Mặt Trăng mang theo một bản sao của gần như toàn bộ Wikipedia tiếng Anh được khắc trên các tấm niken mỏng; các chuyên gia nói rằng những chiếc đĩa này có khả năng sống sót sau vụ va chạm. Tháng 6 năm 2019, các nhà khoa học đã báo cáo rằng toàn bộ 16 GB văn bản bài viết của Wikipedia tiếng Anh đã được mã hóa thành một DNA tổng hợp.

## Tính mở
Không giống như các bách khoa toàn thư truyền thống, Wikipedia tuân theo nguyên tắc trì hoãn về tính bảo mật của nội dung.

### Hạn chế sửa đổi

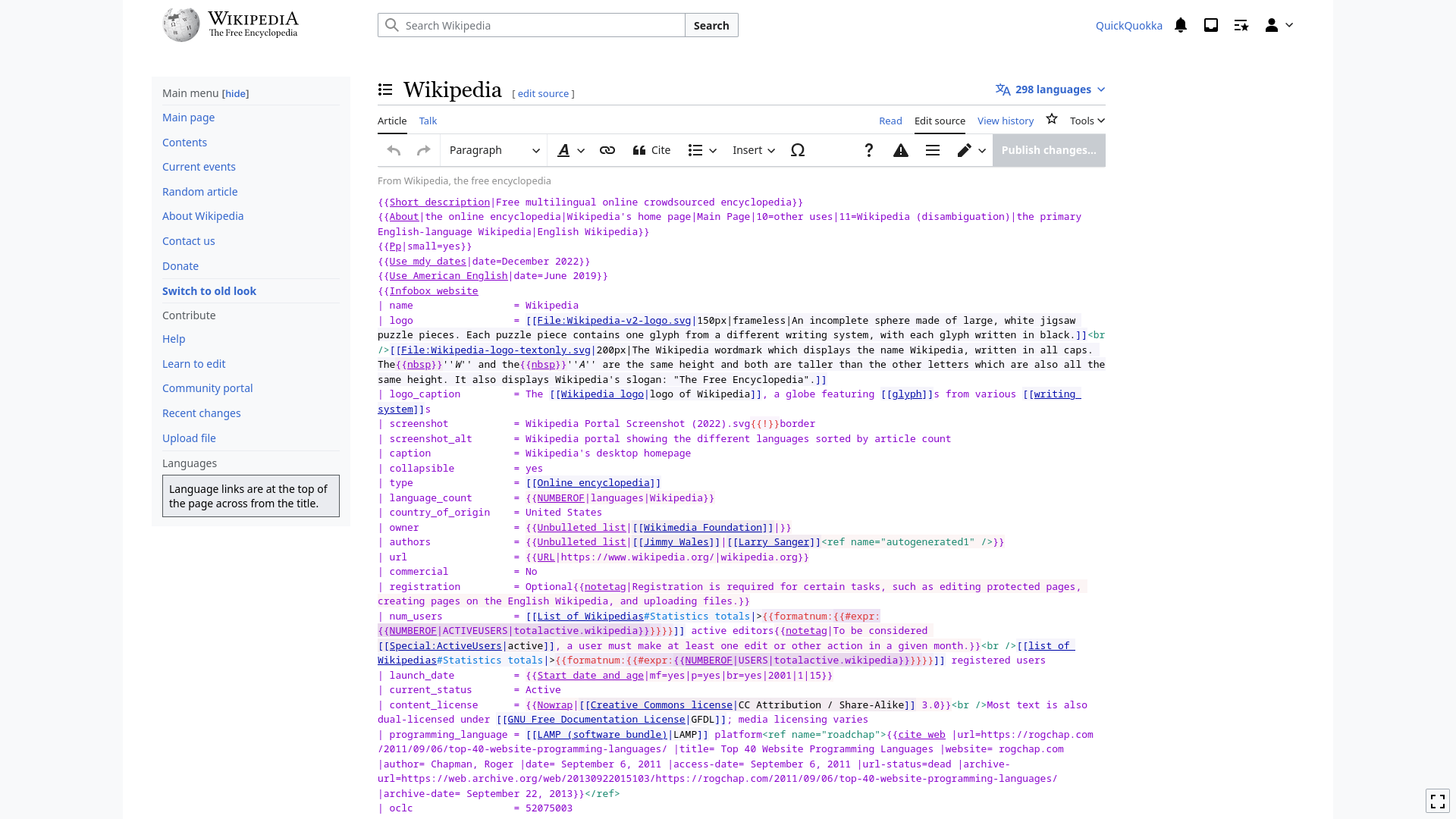
Giao diện chỉnh sửa mã nguồn của Wikipedia.

Do Wikipedia ngày càng trở nên phổ biến, một số phiên bản, bao gồm cả phiên bản tiếng Anh, đã đưa ra các hạn chế sửa đổi trong một số trường hợp, chẳng hạn như chỉ người dùng đã đăng ký mới có thể tạo một bài viết mới. Một số bài đặc biệt gây tranh cãi, nhạy cảm hoặc dễ bị phá hoại trên Wikipedia tiếng Anh và một số phiên bản khác đều được bảo vệ ở một mức độ nào đó. Một bài viết thường xuyên bị phá hoại có thể bị bán khóa hoặc giới hạn cho các thành viên xác nhận mở rộng, có nghĩa là chỉ những ai đã có quyền xác nhận tự động hoặc xác nhận mở rộng mới có thể sửa đổi nó. Bài viết nào thường xuyên gây tranh cãi có thể bị khóa ở mức chỉ có quản trị viên mới biên tập được bài.
Trong một số trường hợp nhất định, tất cả các biên tập viên được phép đề nghị các sửa đổi, nhưng một số biên tập viên khác phải xem xét lại, tùy thuộc vào các điều kiện nhất định. Ví dụ: Wikipedia tiếng Đức duy trì "phiên bản ổn định" của các bài viết, đã qua một số đánh giá nhất định. Sau các thử nghiệm kéo dài và thảo luận cộng đồng, Wikipedia tiếng Anh đã giới thiệu hệ thống "các thay đổi đang chờ được xử lý" vào tháng 12 năm 2012. Theo hệ thống này, tại một số bài viết dễ gây tranh cãi hoặc dễ bị phá hoại, các sửa đổi của người dùng mới và chưa đăng ký sẽ được thành viên có uy tín xét duyệt trước khi chúng được xuất bản.

### Xét duyệt các thay đổi

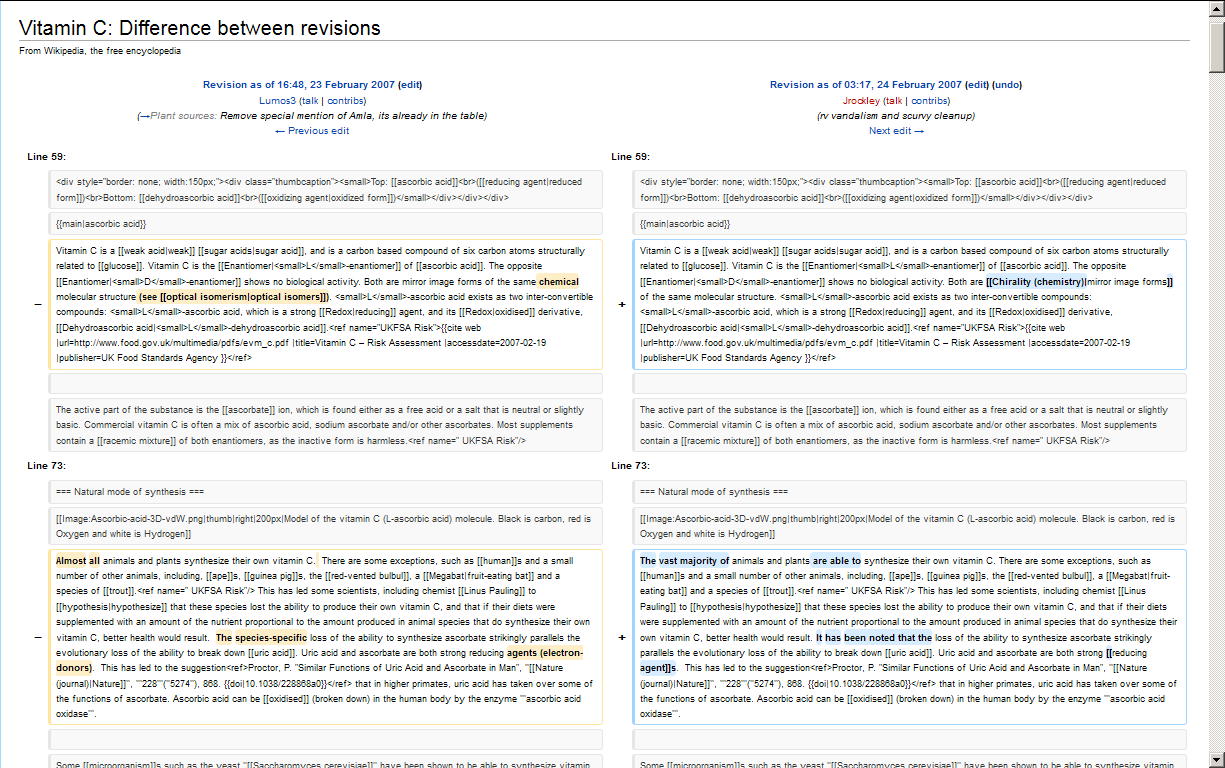
Sự khác biệt giữa các phiên bản của một bài viết được đánh dấu.

Mặc dù các thay đổi không được xem xét một cách có hệ thống, phần mềm hỗ trợ Wikipedia cung cấp các công cụ nhất định cho phép bất kỳ ai cũng có thể xem xét các thay đổi do người khác thực hiện. Trang "Lịch sử" của mỗi bài viết liên kết đến mỗi bản sửa đổi. Trên hầu hết các bài viết, bất kỳ ai cũng có thể hoàn tác các thay đổi của người khác bằng cách nhấp vào liên kết trên trang lịch sử của bài viết. Ai cũng có thể xem các thay đổi mới nhất của các bài viết và ai cũng có thể duy trì một "danh sách theo dõi" các bài viết mà họ quan tâm để nhận thông báo về các thay đổi liên quan. "Tuần tra các trang mới" là một quá trình để kiểm tra các bài viết mới tạo.
Năm 2003, nghiên cứu sinh Tiến sĩ kinh tế học Andrea Ciffolilli lập luận rằng chi phí giao dịch thấp khi tham gia vào một wiki tạo ra chất xúc tác cho sự phát triển hợp tác và các tính năng như cho phép dễ dàng truy cập các phiên bản trước đây của một trang có lợi cho việc "xây dựng sáng tạo" hơn "phá hủy sáng tạo".

### Phá hoại

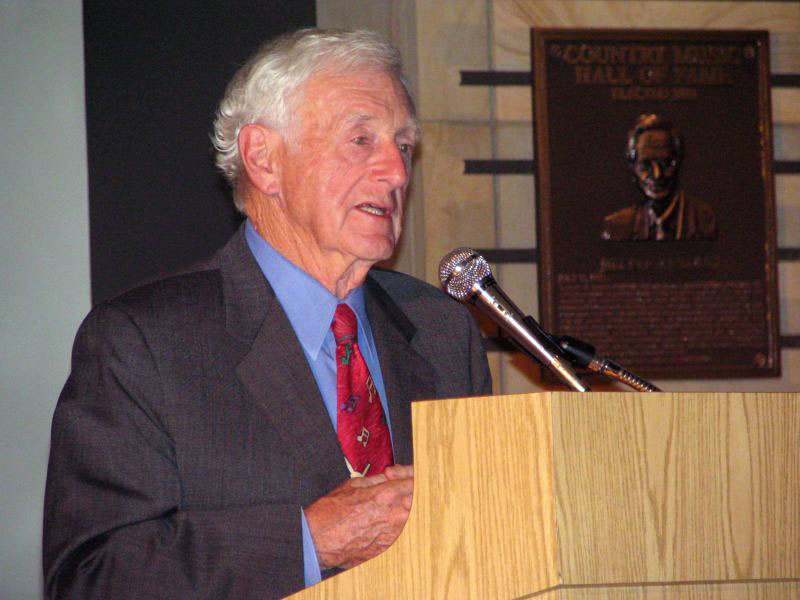
Nhà báo người Mỹ John Seigenthaler (1927–2014), chủ đề của vụ Wikipedia viết sai tiểu sử của Seigenthaler.

Bất kỳ thay đổi hoặc chỉnh sửa nào nhằm thao túng nội dung để tổn hại đến tính toàn vẹn của Wikipedia đều được coi là hành vi phá hoại. Các kiểu phá hoại phổ biến và rõ ràng nhất bao gồm thêm vào các lời tục tĩu hay hài hước thô thiển, quảng cáo và các loại thư rác khác; hoặc phá hoại bằng cách xóa một phần nội dung hoặc xóa trắng cả trang. Cũng có các loại phá hoại ít phổ biến hơn, chẳng hạn như thêm thông tin sai lệch vào bài viết, thay đổi định dạng chuẩn, sửa đổi ngữ nghĩa của trang như tiêu đề hoặc thể loại của trang, nghịch mã wiki của một bài viết hoặc sử dụng hình ảnh một cách gián đoạn.
Các phá hoại hiển nhiên thường dễ bị xóa khỏi các bài viết trên Wikipedia; thời gian trung bình để phát hiện và khắc phục phá hoại là vài phút. Tuy nhiên, một số phá hoại cần nhiều thời gian hơn để khắc phục.
Tháng 5 năm 2005, một người khuyết danh đã đưa thông tin sai lệch vào tiểu sử của chính khách Mỹ John Seigenthaler, mạo nhận Seigenthaler là một nghi phạm trong vụ ám sát John F. Kennedy, và nội dung sai này không được sửa trong bốn tháng, gây nên sự cố tiểu sử Seigenthaler. Seigenthaler – giám đốc biên tập sáng lập của USA Today, sáng lập viên của First Amendment Center (Trung tâm Tu chính án Thứ nhất) của Freedom Forum (Diễn đàn Tự do) tại Đại học Vanderbilt, đã gọi điện cho đồng sáng lập Wikipedia Jimmy Wales, hỏi liệu Wales có thể tìm ra ai đã đưa thông tin sai lệch này hay không. Wales trả lời không, nhưng sau này thủ phạm đã được tìm ra. Sau vụ việc, Seigenthaler mô tả Wikipedia là "một công cụ nghiên cứu thiếu sót và vô trách nhiệm". Sự cố này đã dẫn đến những thay đổi về chính sách tại Wikipedia, thắt chặt mức độ kiểm chứng thông tin đối với các bài viết về nhân vật còn sống.

### Tranh chấp biên tập
Khi tranh chấp về nội dung trong một bài viết, các thành viên có thể liên tục thực hiện các thao tác lùi sửa đổi của đối phương, được gọi là "bút chiến". Quá trình này được đánh giá là làm tiêu tốn tài nguyên mà không bổ sung kiến thức hữu ích cho bài viết, cũng như tạo ra một nền văn hóa biên tập mang tính cạnh tranh, dựa trên xung đột gắn liền với vai trò giới tính nam tính truyền thống, góp phần vào sự thiên vị giới tính trên Wikipedia.

## Chính sách và luật lệ
Nội dung trong Wikipedia tuân theo luật (cụ thể là luật bản quyền) Hoa Kỳ và tiểu bang Virginia, nơi đặt phần lớn máy chủ của Wikipedia. Ngoài các vấn đề pháp lý, các nguyên tắc biên tập của Wikipedia được thể hiện trong "Năm cột trụ" và trong nhiều quy định và hướng dẫn nhằm xác định nội dung một cách thích hợp. Các quy định này được ghi dưới dạng wiki, các biên tập viên của Wikipedia có thể viết và sửa đổi. Các thành viên thực thi quy định bằng cách lược bỏ hoặc sửa lại các nội dung không đạt chuẩn. Quy định của các phiên bản ngôn ngữ khác được dịch từ quy định của Wikipedia tiếng Anh; nhưng sau đó đã dần khác nhau.
Theo quy định của Wikipedia tiếng Anh, mỗi mục từ trong Wikipedia phải nói về một chủ đề bách khoa và không phải là mục từ trong từ điển hoặc kiểu từ điển. Chủ đề này phải đáp ứng các tiêu chuẩn về "độ nổi bật" của Wikipedia, thường có nghĩa là chủ đề đó phải được đưa tin trên các phương tiện truyền thông chính thống hoặc xuất hiện trên các tạp chí học thuật lớn và độc lập. Wikipedia chỉ truyền đạt những kiến thức đã được công nhận, tức Wikipedia không đăng các nghiên cứu và ý tưởng mới. Một thông tin nào đó có thể bị nghi vấn thì cần được dẫn từ một nguồn tham khảo đáng tin cậy. Do đó, đôi khi các thông tin đúng có thể bị xóa do không có nguồn. Ngoài ra, Wikipedia luôn mang thái độ trung lập, tức là Wikipedia tổng hợp quan điểm từ các nguồn độc lập và trình bày nó trong bài viết bách khoa một cách hợp lý.

## Quản trị
Chế độ vô chính phủ ban đầu của Wikipedia cũng đã dần tích hợp các yếu tố dân chủ và thứ bậc theo thời gian. Một bài viết trên Wikipedia không thuộc quyền sở hữu của ai – người tạo ra nó, các thành viên khác, hay chủ thể của bài viết.
Các biên tập viên có uy tín trong cộng đồng có thể ứng cử một trong nhiều cấp quản lý tình nguyện: bắt đầu với "điều phối viên/bảo quản viên", những người dùng có đặc quyền xóa trang, khóa bài viết  trong trường hợp bị phá hoại hoặc tranh chấp biên tập và chặn sửa đổi của một số người. Dù mang tên như vậy nhưng quản trị viên không được hưởng bất kỳ đặc quyền đặc biệt nào trong việc ra quyết định; thay vào đó, quyền hạn của họ chủ yếu bị giới hạn trong việc thực hiện các chỉnh sửa có ảnh hưởng trên toàn dự án và do đó không được phép đối với các biên tập viên thông thường và thực hiện các hạn chế nhằm ngăn chặn các chỉnh sửa gây rối (chẳng hạn như phá hoại).
Ngày càng ít biên tập viên trở thành quản trị viên hơn những năm trước, một phần là do quá trình xét duyệt các quản trị viên tiềm năng của Wikipedia đã trở nên nghiêm ngặt hơn.

## Cộng đồng
Jimmy Wales lập luận rằng phần lớn các đóng góp cho Wikipedia đến từ "một cộng đồng ... một nhóm tận tâm gồm vài trăm tình nguyện viên", cho nên dự án cũng "giống như một tổ chức truyền thống". Năm 2008, một bài báo trên tạp chí Slate báo cáo rằng: "Theo các nhà nghiên cứu ở Palo Alto, một phần trăm người dùng Wikipedia chịu trách nhiệm cho khoảng một nửa số sửa đổi của trang web này." Sau này Aaron Swartz bàn cãi về các phương pháp đánh giá này, lưu ý rằng phần lớn nội dung (được đo bằng số ký tự) của một số bài viết mà anh lấy mẫu do những người dùng có số lượt sửa đổi thấp đóng góp.
Một nghiên cứu năm 2007 của các nhà nghiên cứu Đại học Dartmouth cho thấy "những người đóng góp ẩn danh và không thường xuyên cho Wikipedia [...] cũng là một nguồn kiến thức đáng tin cậy như những người có đăng ký". Năm 2009, Jimmy Wales tuyên bố rằng "hóa ra hơn 50% tổng số chỉnh sửa là do 0,7% người dùng đóng góp...[tức] 524 người... Và trên thực tế, 2% tích cực nhất, tức là 1.400 người, đã thực hiện 73,4% tổng số sửa đổi." Tuy nhiên, vào năm 2009, biên tập viên kiêm nhà báo Henry Blodget của Business Insider chỉ ra rằng trong một mẫu bài viết ngẫu nhiên, hầu hết nội dung trên Wikipedia (đo bằng lượng văn bản đóng góp còn tồn tại cho đến lần chỉnh sửa mẫu mới nhất) được tạo bởi "người ngoài cuộc", còn hầu hết việc biên tập và định dạng được thực hiện bởi "người trong cuộc". Theo một nghiên cứu năm 2009, có "bằng chứng rằng cộng đồng Wikipedia có một sự phản kháng ngày càng tăng với các nội dung mới". Một số nghiên cứu chỉ ra rằng hầu hết những người đóng góp cho Wikipedia là nam giới; còn kết quả của một cuộc khảo sát của Quỹ Wikimedia vào năm 2008 cho thấy chỉ có 13% biên tập viên Wikipedia là nữ giới.

## Phiên bản ngôn ngữ
Hiện có 313 phiên bản ngôn ngữ của Wikipedia. Tính đến tháng 1 năm 2021, sáu phiên bản lớn nhất theo thứ tự là Wikipedia tiếng Anh, Cebuano, Thụy Điển, Đức, Pháp và Hà Lan. Các Wikipedia lớn thứ hai và thứ ba nhờ vào bot tạo bài viết Lsjbot, tính đến năm 2013 đã tạo ra khoảng một nửa số bài viết trên Wikipedia tiếng Thụy Điển và hầu hết các bài viết trên Wikipedia tiếng Cebuano và Waray. Hai phiên bản Cebuano và Waray là hai ngôn ngữ bản địa của Philippines.
Ngoài sáu trang đứng đầu, có mười hai Wikipedias có hơn một triệu bài viết (tiếng Nga, tiếng Ý, tiếng Tây Ban Nha, tiếng Ba Lan, tiếng Waray, tiếng Việt, tiếng Nhật, tiếng Trung, tiếng Ả Rập Ai Cập, tiếng Ả Rập, tiếng Bồ Đào Nha và tiếng Ukraina), và Sáu Ngôn Ngữ  Wikipedia có hơn 500.000 bài viết (tiếng Ba Tư, Catalan, Serbia, Indonesia, Na Uy Bokmål và Hàn Quốc), 43 phiên bản Wikipedia khác có hơn 100.000 bài và 82 phiên bản Wikipedia khác có trên 10.000 bài. Wikipedia tiếng Anh là phiên bản lớn nhất với hơn 6,2 triệu bài viết. Tính đến tháng 1 năm 2019, theo Alexa, miền phụ tiếng Anh (en.wikipedia.org; Wikipedia tiếng Anh) nhận được khoảng 57% lưu lượng truy cập của Wikipedia, lượng còn lại thuộc về các ngôn ngữ tiếng Nga: 9%; tiếng Trung: 6%; Tiếng Nhật: 6%; tiếng Tây Ban Nha: 5%.

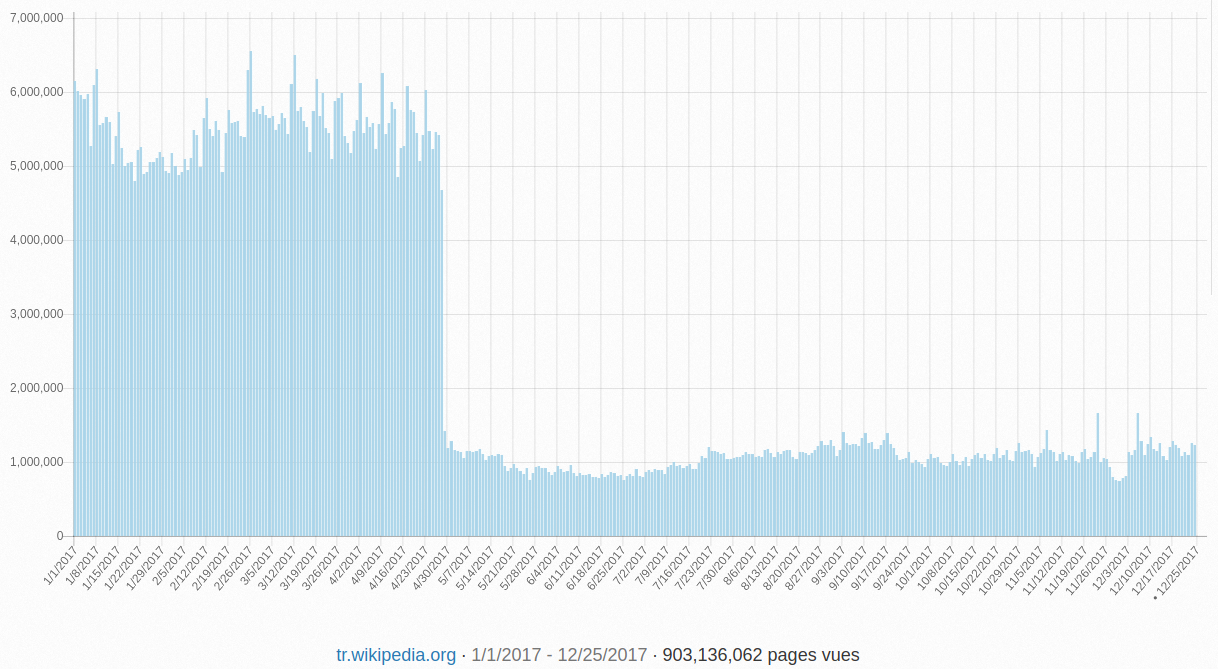
Biểu đồ về số lần xem trang của Wikipedia tiếng Thổ Nhĩ Kỳ cho thấy mức sụt giảm lớn khoảng 80% ngay sau khi lệnh chặn Wikipedia ở Thổ Nhĩ Kỳ được áp dụng vào năm 2017.

Vì Wikipedia dựa trên nền tảng Web và có mặt trên toàn thế giới, các biên tập viên của cùng một ấn bản ngôn ngữ có thể sử dụng các phương ngữ khác nhau hoặc có thể đến từ các quốc gia khác nhau (ví dụ như phiên bản tiếng Anh). Những khác biệt này có thể dẫn đến xung đột về khác biệt chính tả trong tiếng Anh (ví dụ: colour hay color) cũng như khác biệt về quan điểm.
Các phiên bản ngôn ngữ tuân theo các chính sách toàn cục (như "thái độ trung lập") nhưng khác nhau về một số quan điểm chính sách và thực tiễn, đáng chú ý nhất là việc liệu hình ảnh không được cấp phép tự do có được sử dụng theo yêu cầu sử dụng hợp lý hay không.
Jimmy Wales mô tả Wikipedia là "một nỗ lực để tạo ra và phân phối một bộ bách khoa toàn thư mở chất lượng cao nhất có thể cho mọi người trên hành tinh bằng ngôn ngữ của họ". Mỗi phiên bản ngôn ngữ ít nhiều hoạt động độc lập nhưng đều được điều phối và giám sát bởi Meta-Wiki – wiki của Quỹ Wikimedia dùng để duy trì tất cả các dự án của mình (Wikipedia và các dự án khác). Ví dụ: Meta-Wiki cung cấp số liệu thống kê quan trọng về tất cả các ấn bản ngôn ngữ của Wikipedia, và duy trì danh sách bài viết mà mọi Wikipedia nên có. Danh sách liên quan đến nội dung cơ bản theo chủ đề: tiểu sử, lịch sử, địa lý, xã hội, văn hóa, khoa học, công nghệ và toán học. Không hiếm các bài viết liên quan mạnh đến một ngôn ngữ cụ thể không có bài viết tương ứng trong một phiên bản khác. Ví dụ: các bài viết về các thị trấn nhỏ ở Hoa Kỳ có thể chỉ có ở bản tiếng Anh, dù đáp ứng các tiêu chí về độ nổi bật của các Wikipedia ngôn ngữ khác.
Các bài viết đã dịch chỉ đại diện cho một phần nhỏ các bài viết trong hầu hết các phiên bản, một phần là do các phiên bản đó không cho phép dịch các bài viết một cách hoàn toàn tự động. Các bài viết có sẵn bằng nhiều ngôn ngữ có thể cung cấp "liên kết interwiki", liên kết đến các bài viết tương ứng trong các phiên bản khác.
Một nghiên cứu do PLOS ONE công bố vào năm 2012 cũng ước tính tỷ lệ đóng góp cho các ấn bản Wikipedia khác nhau từ các khu vực khác nhau trên thế giới. Nghiên cứu này báo cáo rằng tỷ lệ các sửa  đổi được thực hiện từ Bắc Mỹ là 51% đối với Wikipedia tiếng Anh và 25% đối với Wikipedia tiếng Anh đơn giản.

### Suy thoái tại Wikipedia tiếng Anh

Ước tính lượng chia sẻ đóng góp từ các khu vực khác nhau trên thế giới cho các ấn bản Wikipedia khác nhau.

Ngày 1 tháng 3 năm 2014, bài báo "Tương lai của Wikipedia" của The Economist trích dẫn một phân tích xu hướng liên quan đến dữ liệu do Wikimedia Foundation xuất bản: "[t] số biên tập viên cho phiên bản tiếng Anh đã giảm một phần ba trong 7 năm", tỷ lệ này về cơ bản là trái ngược với thống kê cho Wikipedia bằng các ngôn ngữ khác (không phải tiếng Anh). The Economist báo cáo rằng kể từ năm 2008, số lượng cộng tác viên có trung bình 5 chỉnh sửa trở lên mỗi tháng là tương đối ổn định đối với Wikipedia bằng các ngôn ngữ khác là khoảng 42.000 biên tập viên, chênh lệch nhỏ theo mùa là khoảng 2.000 biên tập viên trở lên. Bằng cách so sánh chi tiết, số lượng biên tập viên tích cực trên Wikipedia tiếng Anh được trích dẫn là đạt đỉnh vào năm 2007 với khoảng 50.000 người rồi giảm xuống 30.000 vào đầu năm 2014.
Nếu sự sụt giảm này tiếp tục giữ nguyên với tỷ lệ xu hướng được trích dẫn là khoảng 20.000 biên tập viên bị mất trong vòng bảy năm, thì đến năm 2021 sẽ chỉ có 10.000 biên tập viên hoạt động trên Wikipedia tiếng Anh. Phân tích này cũng cho thấy Wikipedia các ngôn ngữ khác (không phải tiếng Anh) thành công trong việc giữ chân các biên tập viên tích cực bằng cơ sở tái tạo và duy trì, khi mà số lượng tương đối không đổi ở mức khoảng 42.000. Không có bình luận nào được đưa ra liên quan đến tiêu chuẩn chính sách chỉnh sửa khác biệt với Wikipedia bằng ngôn ngữ khác (không phải tiếng Anh) sẽ cung cấp một giải pháp thay thế khả thi cho Wikipedia tiếng Anh để cải thiện hiệu quả tỷ lệ hao hụt biên tập viên đáng kể trên Wikipedia tiếng Anh.

## Đón nhận
Nhiều biên tập viên đã chỉ trích bộ quy định ngày càng nhiều của Wikipedia, gồm hơn năm mươi chính sách và gần 150.000 từ (tính đến  năm 2014).
Wikipedia cũng bị phê bình là sự thiên vị mang tính hệ thống. Vào năm 2010, nhà báo Edwin Black mô tả Wikipedia là một hỗn hợp của "sự thật, một nửa sự thật và vài sự giả dối". Các bài báo trong Biên niên sử về Giáo dục Đại học và Tạp chí Thủ thư Học thuật đã chỉ trích chính sách Thái độ trung lập của Wikipedia, kết luận rằng thực tế là Wikipedia rõ ràng không được thiết kế để cung cấp thông tin chính xác về một chủ đề, mà là tập trung vào tất cả các quan điểm chính về chủ đề này, ít chú ý hơn đến những quan điểm phụ và tạo ra những thiếu sót có thể dẫn đến niềm tin sai lầm dựa trên thông tin không đầy đủ.
Lần lượt vào năm 2010 và 2011, Oliver Kamm và Edwin Black cáo buộc rằng các bài viết bị chi phối bởi những biên tập viên ồn ào nhất và kiên trì nhất, thường là của một nhóm có "nhiều kiến thức" về chủ đề này. Một bài báo năm 2008 trên tạp chí Education Next kết luận rằng với tư cách là một nguồn tài nguyên về các chủ đề gây tranh cãi, Wikipedia có thể bị thao túng và bị chỉ đạo.
Năm 2006, trang web phê bình Wikipedia Watch liệt kê hàng chục ví dụ về đạo văn trong Wikipedia tiếng Anh.

### Độ chính xác của nội dung
Các bài viết trong các bộ bách khoa toàn thư truyền thống như Encyclopædia Britannica được các chuyên gia viết cẩn thận, nên các bộ bách khoa đó nổi tiếng về độ chính xác. Nhưng một cuộc bình duyệt vào năm 2005 của tạp chí khoa học Nature đối với bốn mươi hai mục từ khoa học trên cả Wikipedia và Encyclopædia Britannica tìm thấy chỉ có ít sự khác biệt về độ chính xác, và kết luận rằng "các bài viết khoa học trung bình trong Wikipedia có khoảng bốn chỗ sai; còn Britannica có ba." Joseph Reagle cho rằng nghiên cứu có thể phản ánh "khả năng chuyên môn của những người đóng góp cho Wikipedia" trong mảng khoa học, nhưng "Wikipedia có thể không hoạt động tốt như vậy nếu lấy một mẫu ngẫu nhiên các bài viết thuộc chủ đề nhân văn." Những người khác đưa ra những lời chỉ trích tương tự. Sau này, Encyclopædia Britannica đã phản đối kết quả nghiên cứu này của Nature; Nature đáp lại bằng cách bác bỏ những luận điểm Britannica đưa ra. Ngoài những bất đồng quan điểm này, những người khác đã kiểm tra kích thước mẫu và phương pháp lựa chọn mẫu Nature từng sử dụng, và coi đó là một "thiết kế nghiên cứu sai lầm".
Về phía mình, Wikipedia tự nhận là không chịu trách nhiệm cuối cùng cho các tuyên bố và nội dung trên Wikipedia.
Nhà kinh tế học Tyler Cowen bình luận rằng: "Nếu trong một thời gian ngắn mà phải đoán xem liệu Wikipedia hay bài báo trung bình của tạp chí tham khảo về kinh tế học có nhiều khả năng đúng hơn, tôi nghĩ rằng tôi sẽ chọn Wikipedia." Tuy nhiên, ông cũng cảnh báo rằng các trang web Internet cũng thường chứa nhiều lỗi và các học giả và chuyên gia phải thận trọng trong việc khắc phục chúng.
Các nhà phê bình cho rằng Wikipedia không đáng tin cậy do sở hữu tính chất mở và thiếu các nguồn tham khảo thích hợp cho phần lớn thông tin. Một số cho rằng Wikipedia có thể đáng tin cậy, nhưng độ tin cậy của một bài viết bất kỳ thì không rõ. Các biên tập viên của các tài liệu tham khảo truyền thống như Encyclopædia Britannica nghi vấn về tính khả dụng và địa vị của dự án với tư cách là một bách khoa toàn thư. Jimmy Wales tuyên bố rằng Wikipedia đã tránh được nhiều vấn nạn "tin giả" vì cộng đồng Wikipedia thường xuyên tranh luận về chất lượng của nguồn dẫn trong các bài viết.
Cấu trúc mở của Wikipedia khiến nó trở thành mục tiêu cho những kẻ lừa đảo trên Internet, gửi thư rác cùng nhiều hình thức vận động có trả tiền, có thể khiến việc duy trì một bách khoa toàn thư trực tuyến trung lập và có thể kiểm chứng được trở nên khó khăn. Để đối phó với vấn nạn biên tập được tài trợ và biên tập được tài trợ ngầm, The Wall Street Journal (Tạp chí Phố Wall) báo cáo là Wikipedia đã tăng cường các quy định chống lại việc biên tập được tài trợ ngầm – "Bắt đầu từ thứ Hai [16 tháng 6 năm 2014], những thay đổi trong điều khoản sử dụng của Wikipedia yêu cầu rằng ai được trả tiền để biên tập bài phải tiết lộ việc đó. Giám đốc truyền thông của Wikimedia Katherine Maher cho biết thay đổi này nhằm giải quyết bức xúc của các biên tập viên tình nguyện rằng "chúng ta không phải là một dịch vụ quảng cáo; chúng ta là một bách khoa toàn thư."
Một quyển sách giáo khoa luật của Harvard Legal Research in a Nutshell (2011) giới thiệu Wikipedia là một "nguồn tham khảo chung", "có thể giúp ích" trong việc "tăng tốc trong luật pháp liên quan một tình huống" và "dù không có thẩm quyền, nhưng có thể cung cấp thông tin cơ bản cũng như dẫn đến các nguồn tài liệu chuyên sâu hơn".

### Không được khuyến khích trong giáo dục
Hầu hết các giảng viên đại học không khuyến khích sinh viên dẫn nguồn từ điển bách khoa nào trong các bài viết học thuật, ưu tiên các nguồn sơ cấp; một số còn cấm trích dẫn Wikipedia. Wales nhấn mạnh rằng bách khoa toàn thư nào cũng không thích hợp để làm nguồn và đừng dựa vào nó để làm nguồn uy tín. Wales cho biết (2006 hoặc trước đó) hàng tuần ông nhận được khoảng mười email từ các sinh viên nói rằng bài luận của họ bị điểm kém vì dẫn nguồn Wikipedia; ông đáp rằng họ bị vậy là xứng đáng. "Vì Chúa, bạn đang học đại học kia mà; đừng dẫn nguồn từ điển bách khoa", Wales nói.
Tháng 2 năm 2007, một bài báo trên The Harvard Crimson báo cáo rằng một số giáo sư tại Đại học Harvard đã đưa các bài viết trên Wikipedia vào giáo trình của họ mà không nhận ra rằng các bài viết này có thể bị thay đổi. Tháng 6 năm 2007, cựu chủ tịch của Hiệp hội Thư viện Hoa Kỳ Michael Gorman đã lên án Wikipedia và Google, tuyên bố rằng các học giả ủng hộ việc sử dụng Wikipedia là "các nhà tri thức ngang tầm với một chuyên gia dinh dưỡng khuyến nghị một chế độ ăn kiêng ổn định gồm Big Mac với đủ thứ hầm bà lằng."

### Thông tin y học
Ngày 5 tháng 3 năm 2014, Julie Beck viết bài "Nguồn thông tin chăm sóc sức khỏe số 1 của bác sĩ: Wikipedia" cho tạp chí The Atlantic, tuyên bố rằng "Năm mươi phần trăm bác sĩ tra cứu tình trạng bệnh trên trang (Wikipedia) và một số còn tham gia biên tập các bài viết để nâng cao chất lượng thông tin sẵn có." Beck tiếp tục trình bày chi tiết rằng các chương trình mới của Amin Azzam tại Đại học San Francisco nhằm cung cấp các khóa học của trường y cho sinh viên y để học cách biên tập và cải thiện các bài viết về sức khỏe trên Wikipedia, cũng như các chương trình kiểm soát chất lượng nội bộ do Wikipedia tổ chức của James Heilman để cải thiện một nhóm 200 bài viết liên quan đến sức khỏe có tầm quan trọng y tế trung tâm theo tiêu chuẩn cao nhất của Wikipedia về các bài viết bằng cách sử dụng Quy trình đánh giá Bài viết chọn lọc và Bài viết tốt. Trong một bài báo tiếp theo vào ngày 7 tháng 5 năm 2014 trên tờ The Atlantic có tiêu đề "Liệu Có Bao Giờ Wikipedia Là Một Văn Bản Y Khoa Rõ Ràng?", Julie Beck trích lời James Heilman của WikiProject Medicine (Dự án Y học trên Wikipedia): "Chỉ vì một tham khảo đã qua bình duyệt chưa đồng nghĩa với việc đó là một tham khảo chất lượng cao." Beck bổ sung: "Wikipedia có quy trình bình duyệt riêng trước khi các bài viết được xếp hạng 'tốt' hay 'chọn lọc'. Heilman từng tham gia vào quá trình đó và nói rằng 'ít hơn một phần trăm' các bài viết y học trên Wikipedia đã đậu." 

### Phạm vi các chủ đề và thiên vị hệ thống
Vì là bách khoa toàn thư trực tuyến với hàng terabyte dung lượng, Wikipedia có thể chứa nhiều chủ đề hơn so với bất kỳ bách khoa toàn thư giấy nào. Các biên tập viên liên tục xem xét mức độ và cách thức bao phủ chính xác trên Wikipedia và bất đồng cũng diễn ra (xem chủ nghĩa xóa và chủ nghĩa thêm). Wikipedia chứa các tài liệu mà một số người có thể thấy phản cảm, xúc phạm hoặc khiêu dâm. Chính sách 'Wikipedia không bị kiểm duyệt' đôi khi gây tranh cãi: vào năm 2008, Wikipedia đã từ chối một kiến nghị trực tuyến chống lại việc đưa hình ảnh của Muhammad vào bài viết Muhammad của ấn bản tiếng Anh, trích dẫn chính sách này. Một số tài liệu nhạy cảm về mặt chính trị, tôn giáo và khiêu dâm trên Wikipedia đã khiến Wikipedia bị kiểm duyệt bởi chính phủ ở Trung Quốc, Pakistan, cùng các quốc gia khác.

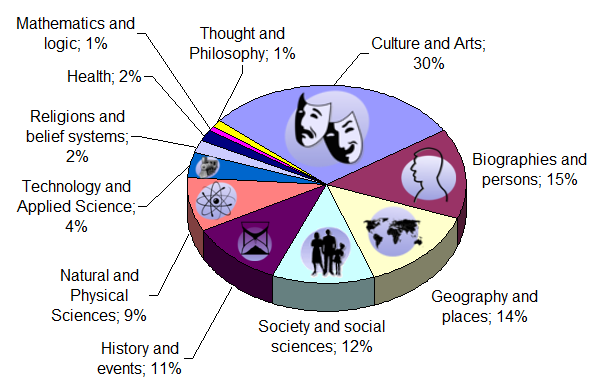
Biểu đồ hình tròn của nội dung Wikipedia theo chủ đề kể từ tháng 1 năm 2008.

Một nghiên cứu năm 2008 do các nhà nghiên cứu tại Đại học Carnegie Mellon và Trung tâm Nghiên cứu Palo Alto thực hiện đã đưa ra sự phân bố các chủ đề cũng như sự phát triển trong từng lĩnh vực (từ tháng 7 năm 2006 đến tháng 1 năm 2008):
- Văn hóa nghệ thuật: 30% (210%)
- Tiểu sử và con người: 15% (97%)
- Địa lý và địa điểm: 14% (52%)
- Khoa học xã hội và xã hội: 12% (83%)
- Lịch sử và sự kiện: 11% (143%)
- Khoa học tự nhiên và vật lý: 9% (213%)
- Công nghệ và khoa học ứng dụng: 4% (−6%)
- Hệ thống tôn giáo và tín ngưỡng: 2% (38%)
- Sức khỏe: 2% (42%)
- Toán học và logic: 1% (146%)
- Tư tưởng và triết lý: 1% (160%)

Những con số này chỉ đề cập đến số lượng bài viết: một chủ đề có thể chứa một số lượng lớn các bài viết ngắn và một chủ đề khác chứa một số lượng nhỏ các bài viết dài. Thông qua chương trình "Wikipedia Loves Libraries", Wikipedia hợp tác với các thư viện công cộng lớn như Thư viện Công cộng New York về Nghệ thuật Biểu diễn để mở rộng phạm vi nội dung của mình đến các chủ đề và bài viết ít được quan tâm.
Một nghiên cứu năm 2011 của các nhà nghiên cứu tại Đại học Minnesota chỉ ra rằng các biên tập viên nam và nữ tập trung vào các chủ đề khác nhau. Nữ giới tập trung nhiều hơn vào thể loại Con người và Nghệ thuật, còn nam giới tập trung nhiều hơn vào Địa lý và Khoa học.

#### Độ bao phủ và khuynh hướng
Nghiên cứu của Viện Internet Oxford do Mark Graham thực hiện vào năm 2009 chỉ ra rằng sự phân bố địa lý của các chủ đề là rất không đồng đều. Châu Phi là khu vực ít có bài nhất. Trên 30 phiên bản ngôn ngữ của Wikipedia, các bài viết lịch sử và đề mục nói về lịch sử (hình thành) thường xoay quanh lĩnh vực liên quan đến châu Âu và tập trung vào các sự kiện gần đây.
Một bài xã luận năm 2014 trên tờ The Guardian cho rằng người ta dành nhiều công sức để cung cấp nguồn tham khảo cho danh sách diễn viên khiêu dâm nữ hơn là danh sách nhà văn nữ.

#### Thiên vị hệ thống
Khi nhiều biên tập viên đóng góp vào một chủ đề hoặc một tập hợp các chủ đề, có thể phát sinh thiên vị hệ thống, do nền tảng nhân khẩu học của các biên tập viên. Năm 2011, Wales tuyên bố rằng mức độ phủ sóng không đồng đều phản ánh nhân khẩu học của các biên tập viên, trích dẫn ví dụ "tiểu sử của những phụ nữ nổi tiếng trong lịch sử và các vấn đề xung quanh việc chăm sóc trẻ sơ sinh". Ngày 22 tháng 10 năm 2013, bài luận "Sự suy giảm của Wikipedia" của Tom Simonite trên Technology Review (Tạp chí Công nghệ) của MIT thảo luận về ảnh hưởng của sự thiên vị hệ thống và chính sách leo thang đối với xu hướng giảm số lượng biên tập viên.Năm 2013, Taha Yasseri thuộc Đại học Oxford nghiên cứu các xu hướng thống kê của sự thiên lệch hệ thống trên Wikipedia được giới thiệu bằng cách biên tập các xung đột kèm cách giải quyết. Nghiên cứu của ông xem xét hành vi làm việc phản tác dụng của việc bút chiến. Yasseri cho rằng các thao tác lùi sửa hoặc "hoàn tác" đơn giản không phải là thước đo quan trọng nhất cho hành vi phản tác dụng trên Wikipedia và thay vào đó dựa vào phép đo thống kê để phát hiện "các cặp nội dung lùi sửa" hoặc "các cặp lùi sửa lẫn nhau". "Cặp lùi sửa lẫn nhau" là một biên tập viên lùi sửa nội dung của một biên tập viên khác, sau đó biên tập viên kia lại lùi sửa đưa bài viết trở lại nội dung cũ. Kết quả được lập bảng cho một số phiên bản ngôn ngữ của Wikipedia. Ba bài viết có tỷ lệ xung đột lớn nhất trên Wikipedia tiếng Anh là George W. Bush, Chủ nghĩa vô chính phủ và Muhammad. Còn tại Wikipedia tiếng Đức, ba tỷ lệ xung đột lớn nhất tại thời điểm đó là các bài về Croatia, Scientology và thuyết âm mưu về sự kiện 11 tháng 9.
Các nhà nghiên cứu từ Đại học Washington phát triển một mô hình thống kê để đo lường sự thiên vị có hệ thống trong hành vi của người dùng Wikipedia liên quan đến các chủ đề gây tranh cãi. Các tác giả tập trung vào những thay đổi hành vi của các quản trị viên bách khoa toàn thư sau khi giữ cương vị quản trị, và cho rằng sự thiên vị có hệ thống xảy ra sau khi họ nắm vị trí quản trị viên.

### Nội dung khiêu dâm
Bài viết trên Wikipedia về album năm 1976 Virgin Killer của ban nhạc Scorpions có ảnh bìa gốc của album – hình ảnh khỏa thân của một bé gái chưa dậy thì. Bìa album này đã gây ra tranh cãi và đã được thay thế ở một số quốc gia. Tháng 12 năm 2008, Internet Watch Foundation (Tổ chức Giám sát Internet) quyết định rằng bìa album là một hình ảnh khiếm nhã có thể bất hợp pháp và thêm URL của bài viết vào một "danh sách đen" mà tổ chức này cung cấp cho các nhà cung cấp dịch vụ internet của Liên hiệp Anh, kết quả là hầu hết các nhà cung cấp ở Anh chặn truy cập vào bài viết Virgin Killer trong bốn ngày.
Tháng 4 năm 2010, Sanger viết thư cho Cục Điều tra Liên bang Mỹ, nêu rõ lo ngại của mình rằng hai thể loại hình ảnh trên Wikimedia Commons có chứa nội dung khiêu dâm trẻ em, tức vi phạm luật khiêu dâm của Hoa Kỳ. Sanger giải thích rằng những hình ảnh liên quan đến ấu dâm và lolicon này không phải của trẻ em thật, mà được dùng cho mục đích "thể hiện hình ảnh nạn lạm dụng tình dục trẻ em", theo Đạo luật PROTECT năm 2003. Luật này cấm chụp ảnh khiêu dâm trẻ em và hình ảnh hoạt hình và hình vẽ của trẻ em có nội dung tục tĩu. Sanger cũng bày tỏ lo ngại về khả năng tiếp cận các hình ảnh trên Wikipedia trong trường học. Phát ngôn viên của Quỹ Wikimedia Jay Walsh đã bác bỏ cáo buộc của Sanger, nói rằng Wikipedia không có "tài liệu mà chúng tôi cho là bất hợp pháp. Nếu có thì chúng tôi sẽ xóa." Sau khiếu nại của Sanger, Wales đã xóa các hình ảnh tình dục mà không hỏi ý kiến cộng đồng. Một số biên tập viên lập luận rằng quyết định xóa đã quá vội vàng, sau đó Wales đã tự nguyện từ bỏ một số quyền hạn mà đó giờ ông nắm giữ vì là đồng sáng lập của dự án. Trong một tin nhắn gửi đến Quỹ Wikimedia, Wales viết rằng hành động này "nhằm mục đích khuyến khích thảo luận về các vấn đề xoay quanh nội dung/tư tưởng, hơn là về tôi và tôi đã hành động nhanh như thế nào". Các nhà phê bình, trong đó có Wikipediocracy, nhận thấy rằng nhiều hình ảnh khiêu dâm bị xóa khỏi Wikipedia từ năm 2010 đã xuất hiện trở lại.

### Quyền riêng tư
Có lo ngại rằng trong mắt luật pháp, quyền riêng tư của một công dân cá nhân liệu vẫn còn là quyền riêng tư một "công dân cá nhân" không, hay là của một "nhân vật của công chúng".
Tháng 1 năm 2006, một tòa án Đức ra lệnh đóng cửa Wikipedia tiếng Đức trong phạm vi lãnh thổ Đức vì khai tên đầy đủ của hacker quá cố Boris Floricic (còn gọi là "Tron"). Ngày 9 tháng 2 năm 2006, đơn chống lại Wikimedia Deutschland bị lật lại, tòa án không cho rằng quyền riêng tư của Tron hay của cha mẹ anh đang bị xâm phạm.
Wikipedia có "Volunteer Response Team" (Đội ngũ Phản hồi Tình nguyện) sử dụng hệ thống OTRS để xử lý các yêu cầu mà không cần phải tiết lộ danh tính của các bên liên quan; ví dụ như để xác nhận quyền sử dụng hình ảnh cá nhân và các phương tiện khác trong dự án.

### Phân biệt giới tính
Wikipedia đã bị báo chí lên án là phân biệt giới tính, quấy rối phái nữ và chứa đầy thiên kiến giới tính. Thái độ được cho là độc hại cùng sự khoan nhượng ngôn ngữ bạo lực và lạm dụng cũng góp phần giải thích cho khoảng cách giới tính trong cộng đồng Wikipedia.

## Hoạt động

### Wikimedia Foundation

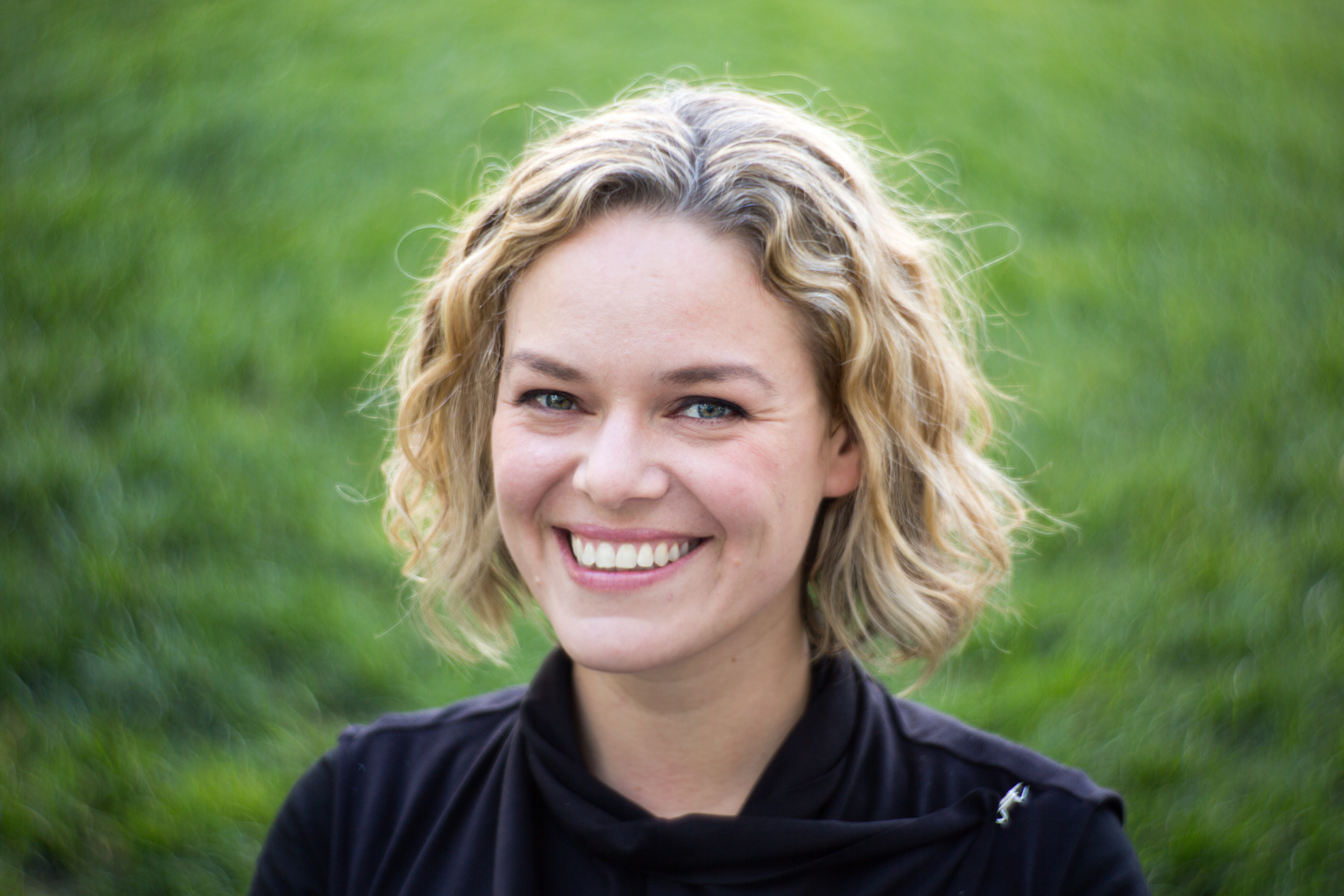
Năm 2016, Katherine Maher là giám đốc điều hành thứ ba của Wikimedia, kế nhiệm Lila Tretikov, người đã tiếp quản công việc từ Sue Gardner vào năm 2014.

Wikipedia được điều hành và tài trợ bởi Quỹ Wikimedia Foundation, một tổ chức phi lợi nhuận cũng điều hành các dự án liên quan như Wikitionary và Wikibooks, vận hành bằng đóng góp và tài trợ của công chúng. Biểu mẫu 990 IRS năm 2013 của quỹ cho thấy doanh thu là 39,7 triệu USD, chi phí là gần 29 triệu USD, số tài sản là 37,2 triệu USD còn nợ phải trả rơi vào khoảng 2,3 triệu USD.
Tháng 5 năm 2014, Quỹ Wikimedia bổ nhiệm Lila Tretikov làm giám đốc điều hành thứ hai, thế chỗ Sue Gardner. Ngày 1 tháng 5 năm 2014, tờ The Wall Street Journal (TWSJ) đưa tin rằng việc Tretikov xuất thân từ ngành công nghệ thông tin từ những năm ở Đại học California đã giúp Wikipedia phát triển theo các hướng tập trung hơn, nương theo tuyên ngôn định vị thường trực của Tretikov "Thông tin cũng giống như không khí, nó muốn được tự do." Cũng trong bài báo, phát ngôn viên Jay Walsh của Wikimedia "cho biết Tretikov sẽ ưu tiên giải quyết vấn đề đó (viết bài có trả tiền). 'Chúng tôi thực sự đang thúc đẩy sự minh bạch... Chúng tôi đang nhấn mạnh rằng việc viết bài trả phí không được hoan nghênh.' Chúng tôi đang ưu tiên các sáng kiến thu hút người dùng đa dạng hơn, hỗ trợ Wikipedia trên thiết bị di động tốt hơn, các công cụ vị trí địa lý mới để tìm kiếm nội dung địa phương dễ dàng hơn, cũng như ưu tiên nhiều công cụ hơn cho người dùng ở thế giới thứ hai và thứ ba", Walsh nói.
Sau khi Tretikov rời Wikipedia do các vấn đề liên quan đến việc sử dụng tính năng "siêu bảo vệ" mà một số phiên bản ngôn ngữ của Wikipedia đã áp dụng, Katherine Maher trở thành giám đốc điều hành thứ ba của Wikimedia vào tháng 6 năm 2016. Maher tuyên bố một trong những ưu tiên của cô là vấn đề quấy rối biên tập viên đặc hữu của Wikipedia mà hội đồng quản trị Wikipedia từng xác định vào tháng 12.

### Hoạt động và hỗ trợ phần mềm
Wikipedia dựa trên MediaWiki, một nền tảng phần mềm wiki chuyên biệt, tự do và có mã nguồn mở, viết bằng ngôn ngữ PHP và xây trên cơ sở dữ liệu MySQL. Phần mềm này bao gồm những tính năng lập trình như ngôn ngữ macro, biến số, hệ thống nhúng bản mẫu (template transclusion), và đổi hướng URL. MediaWiki được phát hành theo Giấy phép Công cộng GNU (GPL) và được các dự án Wikimedia sử dụng, cũng như nhiều dự án wiki khác. Ban đầu Wikipedia chạy trên UseModWiki, một chương trình Perl của Clifford Adams (Phase I). Nó bắt phải viết hoa theo kiểu CamelCase để tạo ra siêu liên kết giữa các bài; sau này mới xuất hiện cú pháp hai dấu ngoặc vuông. Từ tháng 1 năm 2002 (Phase II), Wikipedia bắt đầu sử dụng chương trình PHP wiki với cơ sở dữ liệu MySQL; phần mềm này do Magnus Manske viết riêng cho Wikipedia. Phần mềm Phase II được sửa nhiều lần để thỏa mãn nhu cầu đang tăng trưởng theo cấp số nhân. Tháng 7 năm 2002 (Phase III), Wikipedia đổi qua phần mềm thế hệ thứ ba MediaWiki, vốn do Lee Daniel Crocker viết.
Một số phần mở rộng MediaWiki được cài đặt để mở rộng chức năng của phần mềm MediaWiki.
Tháng 4 năm 2005, một phần mở rộng Lucene được thêm vào tìm kiếm tích hợp của MediaWiki. Wikipedia chuyển từ MySQL sang Lucene nhằm thực hiện các lệnh tìm kiếm và hiện đang sử dụng Lucene Search 2.1, được viết bằng Java và dựa trên thư viện Lucene 2.3.
Tháng 7 năm 2013, sau khi thử nghiệm beta rộng rãi, một tiện ích mở rộng WYSIWYG, VisualEditor, được mở nhằm sử dụng công khai. Nó đã vấp phải nhiều sự phản đối và chỉ trích, và được mô tả là "chậm chạp và đầy lỗi".

### Sửa đổi tự động
Wikipedia dùng các chương trình máy tính (được gọi là bot) để thực hiện các tác vụ đơn giản và lặp đi lặp lại, chẳng hạn như sửa các lỗi chính tả phổ biến, các vấn đề về văn phong, hoặc khởi tạo các bài viết mới về địa lý với một định dạng chuẩn có sẵn lấy từ dữ liệu thống kê. Tại Wikipedia tiếng Thụy Điển, biên tập viên Sverker Johansson từng dùng bot để tạo bài mới và được báo cáo là đã tạo ra tới 10.000 bài viết vào một số ngày nhất định. Có những bot được thiết kế để thông báo một cách tự động khi biên tập viên mắc các lỗi thường gặp như dấu ngoặc kép hoặc dấu ngoặc đơn chưa khớp. Khi bot chạy sai và gây ra lỗi, các biên tập viên khác có thể hủy các lỗi đó và khôi phục nội dung gốc. Một bot chống phá hoại sẽ được lập trình để phát hiện và hủy các sửa đổi phá hoại một cách nhanh chóng. Bot cũng có thể chỉ ra chỉnh sửa đến từ các tài khoản hoặc dải địa chỉ IP cụ thể, như đã xảy ra vào thời điểm xảy ra vụ máy bay MH17 bị bắn rơi vào tháng 7 năm 2014 khi người ta báo cáo rằng các chỉnh sửa đã được thực hiện thông qua IP do chính phủ Nga kiểm soát. Trên Wikipedia, các bot phải được phê duyệt trước khi kích hoạt.
Theo Andrew Lih, nếu không sử dụng các bot thì khó mà mở rộng Wikipedia lên hàng triệu bài viết.

### Hoạt động và hỗ trợ phần cứng

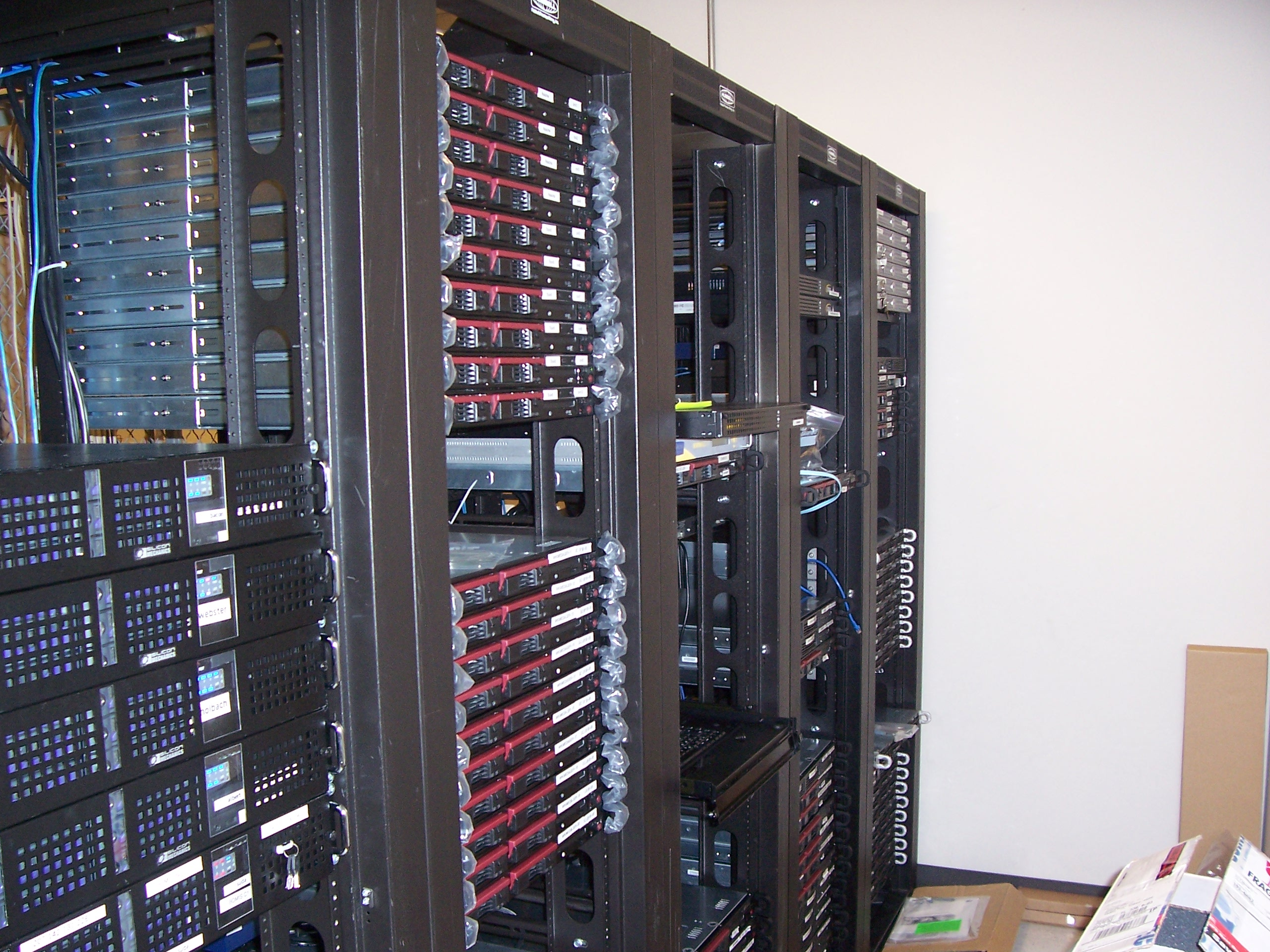
Wikipedia nhận 25.000 đến 60.000 yêu cầu đọc trang mỗi giây, tùy vào thời gian trong ngày. Hơn 300 cụm máy chủ được thiết lập để thỏa mãn các yêu cầu này.

Các máy chủ của Wikipedia trên toàn thế giới.

Tóm lược cấu trúc hệ thống vào tháng 4 năm 2009. Xem biểu đồ máy chủ tại Meta-Wiki.

Wikipedia nhận 25.000 đến 60.000 yêu cầu đọc trang mỗi giây, tùy thuộc vào thời gian trong ngày. Tính đến  năm 2019 mới là lần đầu tiên các yêu cầu trang được chuyển đến lớp front-end của máy chủ bộ nhớ đệm Varnish. Các số liệu thống kê khác, dựa trên dấu vết truy cập Wikipedia 3 tháng công khai cũng có sẵn. Yêu cầu không thể được phân phát từ bộ đệm Varnish được gửi đến máy chủ cân bằng tải chạy phần mềm Máy chủ ảo Linux, máy chủ này sẽ chuyển chúng đến một trong các máy chủ web Apache để hiển thị trang từ cơ sở dữ liệu. Máy chủ web cung cấp các trang theo yêu cầu, thực hiện kết xuất trang cho tất cả các phiên bản ngôn ngữ của Wikipedia. Nhằm tăng tốc độ, các trang đã kết xuất được lưu vào bộ nhớ đệm trong bộ nhớ đệm phân tán cho đến khi hết hiệu lực, cho phép hoàn toàn bỏ qua kết xuất trang đối với hầu hết các truy cập tới các trang phổ biến.
Wikipedia hiện chạy trên các cụm máy chủ Linux chuyên dụng (chủ yếu là Ubuntu). Tính đến  tháng 12 năm 2009, có 300 cụm máy ở Florida và 44 cụm máy ở Amsterdam. Ngày 22 tháng 1 năm 2013, trung tâm dữ liệu chính của Wikipedia được chuyển đến một cơ sở Equinix ở Ashburn, Virginia. Năm 2017, Wikipedia cài đặt một cụm bộ nhớ đệm trong một cơ sở Equinix ở Singapore, đây là cơ sở đầu tiên thuộc loại này ở châu Á.

### Nghiên cứu nội bộ và phát triển hoạt động
Sau khi số lượng tài trợ cho Wikipedia ngày càng tăng vượt quá bảy chữ số trong năm 2013 như được báo cáo gần đây, Quỹ Wikipedia đã đạt đến ngưỡng tài sản đủ điều kiện để xem xét theo các nguyên tắc kinh tế tổ chức công nghiệp để chỉ ra sự cần thiết tái đầu tư các khoản đóng góp vào nghiên cứu và phát triển nội bộ của Quỹ. Hai trong số các dự án gần đây của nghiên cứu và phát triển nội bộ như vậy là tạo Trình chỉnh sửa trực quan và tab "Cảm ơn" chưa được sử dụng nhiều, được phát triển để cải thiện các vấn đề về tiêu hao trình chỉnh sửa, vốn không thành công lắm. Adam Jaffe nghiên cứu ước tính tái đầu tư của các tổ chức công nghiệp vào nghiên cứu và phát triển nội bộ, và khuyến nghị phạm vi từ 4% đến 25% hàng năm, còn công nghệ cao cấp sẽ đòi hỏi mức độ hỗ trợ cao hơn cho việc tái đầu tư nội bộ. Ở mức độ đóng góp năm 2013 cho Wikimedia hiện nay được ghi nhận là 45 triệu USD, Jaffe và Caballero đề xuất mức ngân sách tính toán để tái đầu tư vào nghiên cứu và phát triển nội bộ là từ 1,8 triệu và 11,3 hàng triệu USD hàng năm. Năm 2016, Bloomberg News báo cáo mức đóng góp là 77 triệu USD hàng năm, cập nhật ước tính của Jaffe để có mức hỗ trợ cao hơn lên đến từ 3,08 triệu tới 19,2 triệu USD hàng năm.

### Ấn phẩm tin tức nội bộ
Các ấn phẩm tin tức do cộng đồng sản xuất bao gồm The Signpost của Wikipedia tiếng Anh, được thành lập vào năm 2005 bởi Michael Snow, một luật sư, quản trị viên Wikipedia, và cựu chủ tịch hội đồng quản trị của Wikimedia Foundation.

## Truy cập nội dung

### Cấp phép nội dung
Khi bắt đầu vào năm 2001, tất cả văn bản trên Wikipedia đều dùng Giấy phép Tài liệu Tự do GNU (GFDL), một giấy phép copyleft cho phép phân phối lại, tạo ra các tác phẩm phái sinh và sử dụng nội dung cho mục đích thương mại, còn tác giả vẫn giữ bản quyền tác phẩm. Giấy phép này vốn là hướng dẫn sử dụng phần mềm đi kèm các chương trình phần mềm miễn phí được cấp phép theo GPL. Do đó đây là một lựa chọn tồi cho một tài liệu tham khảo phổ thông: ví dụ, GFDL yêu cầu các tài liệu tái bản từ Wikipedia phải đi kèm với một bản sao đầy đủ của văn bản GFDL. Tháng 12 năm 2002 phát hành giấy phép Creative Commons, được thiết kế không chỉ cho hướng dẫn sử dụng phần mềm mà đặc biệt dành cho các tác phẩm sáng tạo nói chung. Giấy phép này trở nên phổ biến trong giới blogger cũng như những người phân phối các tác phẩm sáng tạo trên Web. Wikipedia đã tìm cách chuyển sang Creative Commons. Vì GFDL và Creative Commons không tương thích  nhau nên vào tháng 11 năm 2008, theo yêu cầu của dự án, Tổ chức Phần mềm Tự do (FSF) đã phát hành một phiên bản mới của GFDL được thiết kế đặc biệt để cho phép Wikipedia cấp phép nội dung theo CC BY-SA vào ngày 1 tháng 8 năm 2009. (Phiên bản mới của GFDL sẽ tự động bao gồm nội dung Wikipedia.) Tháng 4 năm 2009, Wikipedia cùng các dự án chị em tổ chức một cuộc trưng cầu dân ý toàn cộng đồng để quyết định việc chuyển đổi vào tháng 6 năm 2009.
Các phiên bản ngôn ngữ có các cách xử lý các tệp phương tiện (ví dụ: tệp hình ảnh) khác nhau. Một số phiên bản, chẳng hạn như Wikipedia tiếng Anh, chứa các tệp hình ảnh không miễn phí theo thuyết sử dụng hợp lý, còn những phiên bản khác thì không, một phần vì thiếu học thuyết sử dụng hợp pháp ở quốc gia của họ (ví dụ: trong luật bản quyền của Nhật Bản). Các tệp phương tiện được cấp phép nội dung tự do (ví dụ: Creative Commons 'CC BY-SA) được chia sẻ trên các phiên bản ngôn ngữ thông qua kho lưu trữ Wikimedia Commons, một dự án do Wikimedia Foundation điều hành. Wikipedia tuân theo các luật bản quyền quốc tế khác nhau liên quan đến hình ảnh khiến một số người nhận thấy rằng phạm vi ảnh về các chủ đề của Wikipedia thua kém chất lượng của văn bản bách khoa.
Wikimedia Foundation không phải là người cấp phép cho nội dung mà chỉ là một dịch vụ lưu trữ cho những người đóng góp (và người cấp phép) cho Wikipedia. Vị trí này đã được bảo vệ thành công trước tòa.

### Phương thức truy cập
Nội dung Wikipedia được phân phối theo giấy phép mở và ai cũng có thể sử dụng lại hoặc phân phối lại nội dung này miễn phí. Nội dung của Wikipedia đã được xuất bản dưới nhiều hình thức, cả trực tuyến và ngoại tuyến, hay bên ngoài trang web Wikipedia.
- Trang web: Có hàng nghìn "trang nhân bản" đăng lại nội dung từ Wikipedia: hai trang nổi bật là Reference.com và Answers.com (cũng chứa nội dung từ các nguồn tham khảo khác). Một ví dụ khác là Wapedia, hiển thị nội dung của Wikipedia ở định dạng thân thiện với thiết bị di động trước cả Wikipedia.
- Ứng dụng dành cho thiết bị di động: Nhiều ứng dụng dành cho thiết bị di động cung cấp quyền truy cập vào Wikipedia trên các thiết bị di động, bao gồm cả thiết bị Android và iOS (xem ứng dụng Wikipedia).
- Công cụ tìm kiếm: Một số công cụ tìm kiếm trên web sử dụng đặc biệt nội dung Wikipedia khi hiển thị kết quả tìm kiếm: ví dụ như Bing (thông qua công nghệ thu được từ Powerset) và DuckDuckGo.
- Đĩa compact, DVD: Các bài viết trên Wikipedia đã được xuất bản thành đĩa quang. Wikipedia CD Selection bản tiếng Anh năm 2006 chứa khoảng 2.000 bài viết.[235][236] Phiên bản tiếng Ba Lan chứa gần 240.000 bài viết.[237] Có cả phiên bản tiếng Đức và tiếng Tây Ban Nha.[238][239] Ngoài ra còn có loạt đĩa CD / DVD phi thương mại "Wikipedia for Schools" (Wikipedia dành cho trường học) do các thành viên Wikipedia và SOS Children tự tay lựa chọn và sản xuất, xoay quanh Chương trình giảng dạy quốc gia của Liên hiệp Anh và nhằm mục đích hữu ích cho các nước nói tiếng Anh. Dự án này có thể được tìm thấy trên mạng; nếu in thành một bách khoa toàn thư giấy sẽ cần khoảng 20 quyển.
- Sách in: Từ năm 2009, công ty Books LLC của Mỹ và ba công ty con ở Mauritian của nhà xuất bản Đức VDM đã xuất bản hàng chục nghìn cuốn sách in theo yêu cầu sao chép các bài viết của Wikipedia tiếng Anh, tiếng Đức, tiếng Nga và tiếng Pháp.
- Semantic Web: Trang web DBpedia bắt đầu trích xuất dữ liệu từ các hộp thông tin và khai báo danh mục của Wikipedia tiếng Anh từ năm 2007. Wikimedia cũng tạo ra dự án Wikidata nhằm lưu trữ các dữ kiện cơ bản từ mỗi trang của Wikipedia và các wiki WMF khác rồi cung cấp ở định dạng ngữ nghĩa có thể kiểm chứng, RDF. Tính đến tháng 2 năm 2014, trang này có 15.000.000 mục cùng 1.000 thuộc tính mô tả.

Có những thách thức trong việc lấy lại toàn bộ nội dung của Wikipedia để tái sử dụng, vì việc nhân bản trực tiếp qua trình thu thập thông tin web là không được khuyến khích. Wikipedia công bố các "kho chứa" nội dung ở dạng văn bản; trước năm 2007 Wikipedia còn không có sẵn kho lưu hình ảnh.
Một số phiên bản Wikipedia có bàn tham khảo, nơi các tình nguyện viên trả lời câu hỏi của độc giả. Theo một nghiên cứu của Pnina Shachaf trên Tạp chí Tài liệu, chất lượng của bàn tham khảo Wikipedia có thể sánh với bàn tham khảo thư viện tiêu chuẩn, với độ chính xác là 55%.

#### Truy cập di động

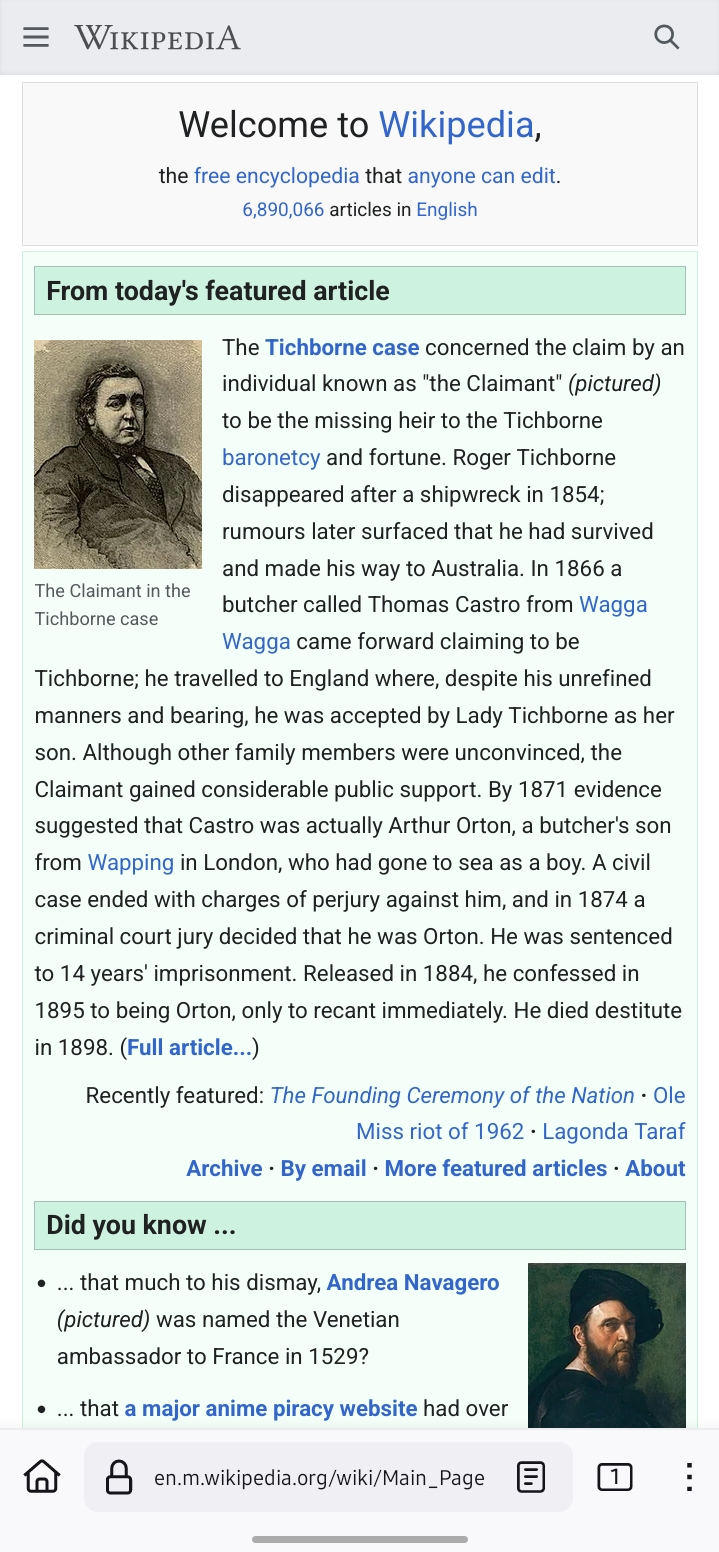
Phiên bản di động của trang chính Wikipedia tiếng Anh từ ngày 2 tháng 10 năm 2024.

Phương tiện ban đầu của Wikipedia là để người dùng đọc và chỉnh sửa nội dung bằng bất kỳ trình duyệt web tiêu chuẩn nào bằng kết nối Internet cố định. Nội dung Wikipedia đã có thể truy cập thông qua web di động từ tháng 7 năm 2013; nhưng ngày 9 tháng 2 năm 2014, The New York Times trích lời phó giám đốc Quỹ Wikimedia Erik Möller rằng sự chuyển đổi lưu lượng truy cập internet từ máy tính để bàn sang thiết bị di động là đáng kể và là một nguyên nhân để quan ngại. Bài báo này cũng báo cáo thống kê so sánh về các chỉnh sửa trên thiết bị di động, "Chỉ 20 phần trăm độc giả của Wikipedia tiếng Anh đến qua thiết bị di động, một con số thấp hơn phần trăm lưu lượng truy cập di động cho các trang web phương tiện khác, nhiều trang web còn đạt đến 50%. Và việc chuyển sang chỉnh sửa trên thiết bị di động thậm chí còn bị tụt hậu hơn nữa." The New York Times báo cáo rằng Möller đã chỉ định "một nhóm gồm 10 nhà phát triển phần mềm tập trung vào di động", đồng thời trích dẫn một mối quan tâm chính là làm sao để Wikipedia giải quyết các vấn đề về số lượng biên tập viên mà Wikipedia thu hút cũng như duy trì nội dung trong môi trường truy cập di động.
Tháng 7 năm 2014, Bloomberg Businessweek báo cáo rằng các ứng dụng di động Android của Google đã thống trị thị phần lớn nhất trong các lô hàng điện thoại thông minh toàn cầu cho năm 2013 với 78,6% thị phần, đối thủ cạnh tranh sát sao nhất là iOS (với 15,2% thị phần). Vào thời điểm Tretikov được hẹn và cuộc phỏng vấn trên web của cô với Sue Gardner vào tháng 5 năm 2014, đại diện Wikimedia đưa ra một thông báo kỹ thuật liên quan đến số lượng hệ thống truy cập di động trên thị trường đang tìm kiếm quyền truy cập vào Wikipedia. Ngay sau cuộc phỏng vấn trên web được đăng tải, các đại diện tuyên bố rằng Wikimedia sẽ áp dụng cách tiếp cận toàn diện để cung cấp nhiều hệ thống truy cập di động nhất có thể nhằm mở rộng truy cập di động nói chung, bao gồm BlackBerry và hệ thống Windows Phone, giúp thị phần trở thành vấn đề thứ yếu. Phiên bản mới nhất của ứng dụng Android dành cho Wikipedia được phát hành vào ngày 23 tháng 7 năm 2014, nhìn chung là nhận được các đánh giá tích cực, đồng thời nhận điểm trên 4/5 trong một cuộc thăm dò với khoảng 200.000 người dùng tải xuống từ Google. Phiên bản mới nhất cho iOS phát hành vào ngày 3 tháng 4 năm 2013 và nhận các đánh giá tương tự.
Người dùng có thể truy cập Wikipedia từ điện thoại di động vào đầu năm 2004, thông qua Giao thức Ứng dụng Không dây (WAP), thông qua dịch vụ Wapedia. Tháng 6 năm 2007, Wikipedia ra mắt en.mobile.wikipedia.org, một trang web chính thức dành cho các thiết bị không dây. Năm 2009, một dịch vụ di động mới hơn chính thức được phát hành tại địa chỉ en.m.wikipedia.org, phục vụ cho các thiết bị di động cao cấp hơn như iPhone, thiết bị dựa trên Android hoặc thiết bị dựa trên WebOS. Một số phương pháp truy cập Wikipedia di động khác cũng xuất hiện. Nhiều thiết bị và ứng dụng tối ưu hóa hoặc tăng cường hiển thị nội dung Wikipedia cho thiết bị di động, một số còn kết hợp các tính năng bổ sung như sử dụng siêu dữ liệu Wikipedia, chẳng hạn như thông tin địa lý.
Wikipedia Zero là một sáng kiến của Wikimedia Foundation nhằm mở rộng phạm vi tiếp cận của bách khoa toàn thư tới các nước đang phát triển và đã ngừng hoạt động vào tháng 2 năm 2018.
Andrew Lih và Andrew Brown đều coi việc chỉnh sửa Wikipedia bằng điện thoại thông minh là rất khó và việc này sẽ không khuyến khích các thành viên tiềm năng. Số lượng biên tập viên Wikipedia đã giảm sau vài năm và Tom Simonite của MIT Technology Review tuyên bố cấu trúc quan liêu cùng bộ quy định là một yếu tố dẫn đến điều này. Simonite cáo buộc một số người dùng Wikipedia sử dụng các quy tắc và hướng dẫn rối rắm nhằm áp đảo những người khác và họ còn được lợi trong việc giữ nguyên hiện trạng. Lih cáo buộc rằng cộng đồng hiện đang bất đồng nghiêm trọng về cách giải quyết vấn đề này. Lih lo sợ cho tương lai lâu dài của Wikipedia; còn Brown lo ngại Wikipedia không thể giải quyết các vấn đề này trong khi các bách khoa toàn thư đối thủ lại không có khả năng thay thế Wikipedia.

### Ý nghĩa văn hóa

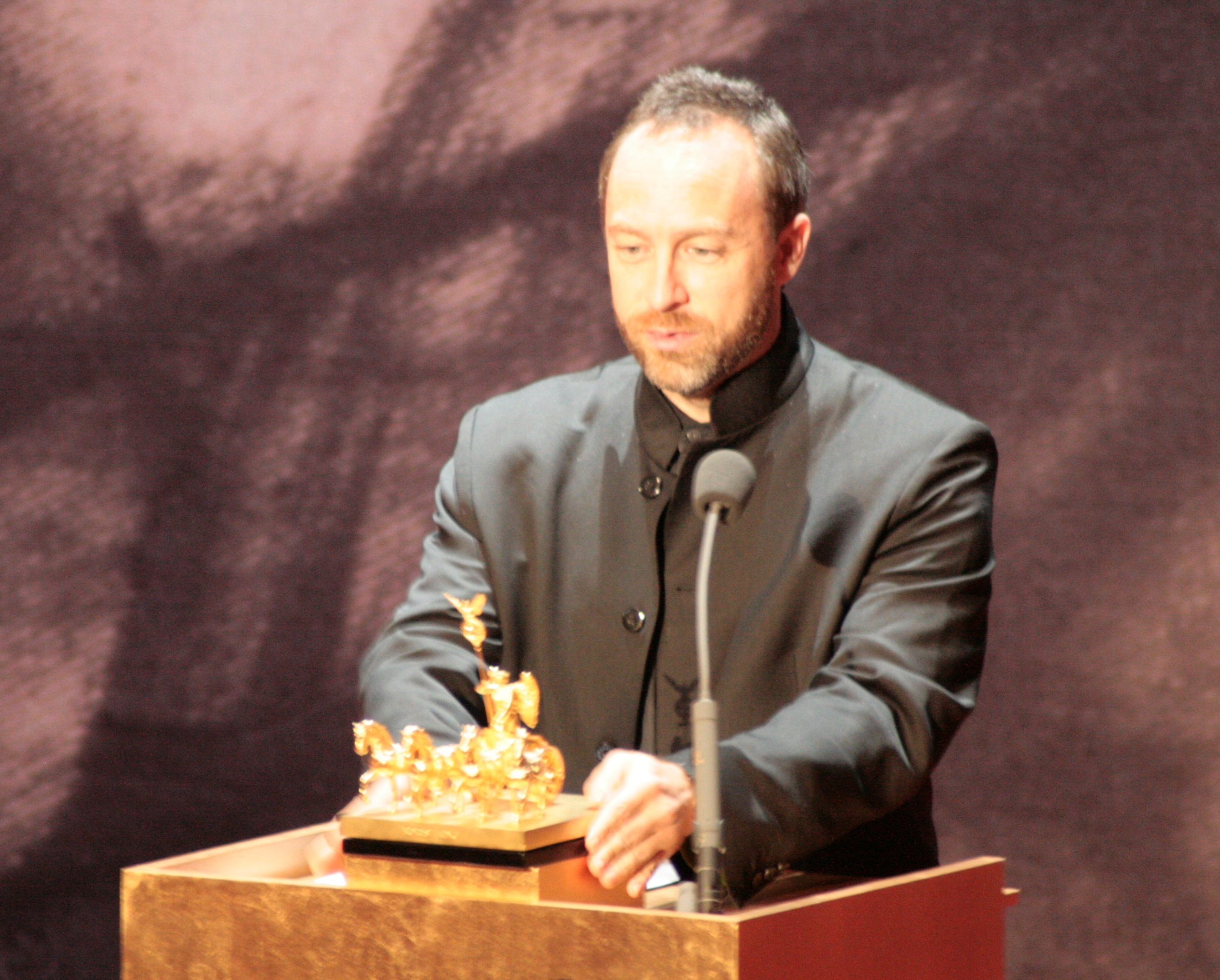
Jimmy Wales thay mặt cho Wikipedia nhận giải Quadriga Sứ mệnh Khai sáng năm 2008.

### Xuất bản

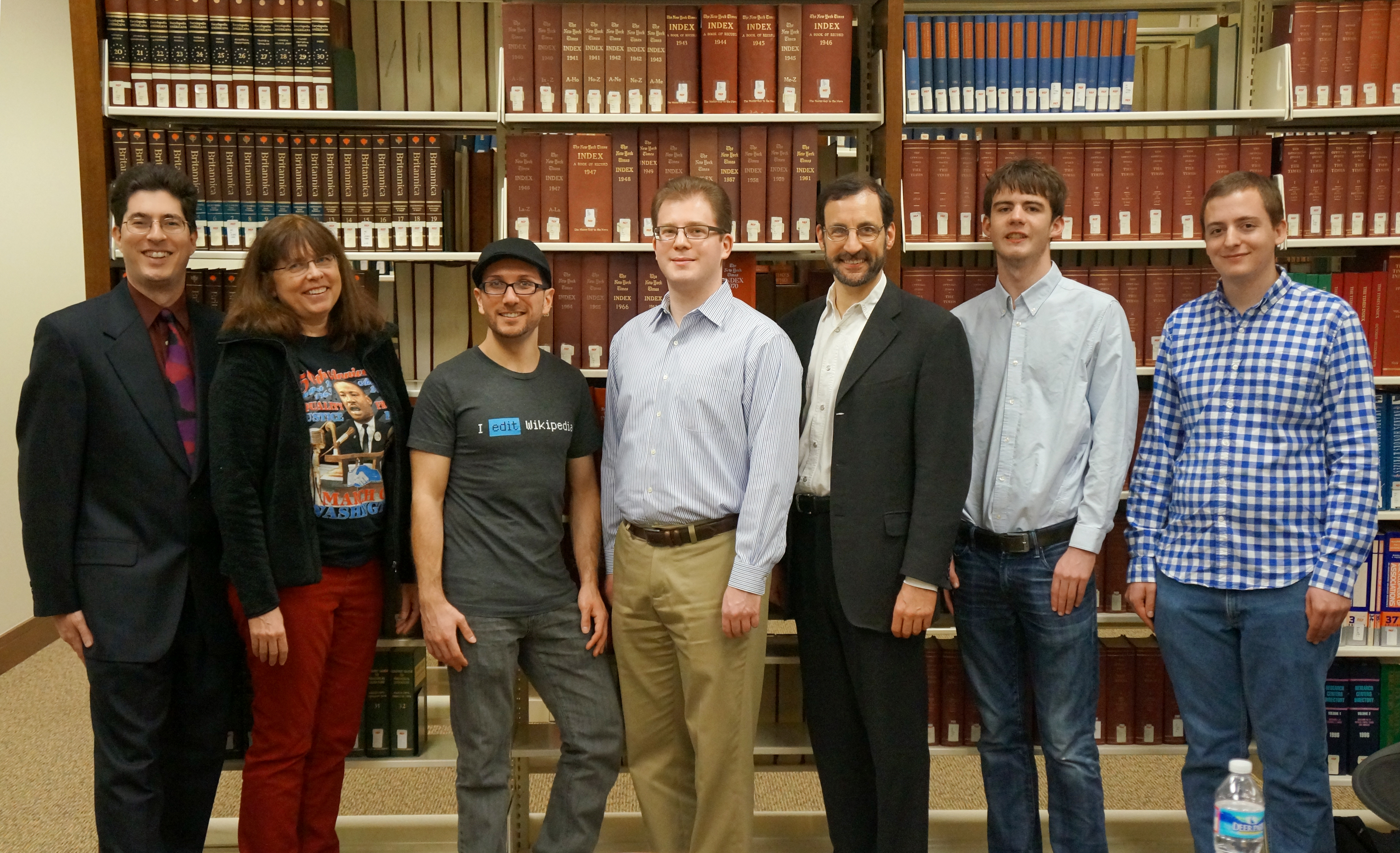
Một nhóm Wikimedians của chi hội Wikimedia DC tại cuộc họp thường niên năm 2013 của Wikimedia DC đang đứng trước Encyclopædia Britannica (phía sau bên trái) tại Cơ quan Lưu trữ Quốc gia Hoa Kỳ.

## Ảnh hưởng văn hoá